# 東京都電車
東京都電車（とうきょうとでんしゃ）は、東京都地方公営企業の設置等に関する条例及び東京都電車条例に基き東京都（交通局）が経営する路面電車である。一般には都電（とでん）と呼称される。1972年以降は、荒川区の三ノ輪橋停留場と新宿区の早稲田停留場を結ぶ12.2 kmのみが運行されている。
前身は1882年に開業した東京馬車鉄道で、1903年から1904年にかけて同社が路線を電化して誕生した東京電車鉄道、新規開業の東京市街鉄道、東京電気鉄道の3社によって相次いで路面電車が建設された。その後3社は1909年に合併して東京鉄道となり、さらに1911年に当時の東京市が同社を買収して東京市電、1943年の東京都制施行によって都電となった。
最盛期（1955年頃）には営業キロ約213 km、40の運転系統を擁し一日約175万人が利用する日本最大の路面電車であったが、モータリゼーションの進展や帝都高速度交通営団（営団地下鉄）、東京都交通局の都営地下鉄の発達によって採算性が悪化していった。1967年に東京都交通局が財政再建団体に指定されると再建策の一環として1972年までに廃止されることになったが、残存区間は1974年に荒川線として恒久的な存続が決定し今日に至っている。

## 歴史

### 創業期

#### 東京馬車鉄道の開業

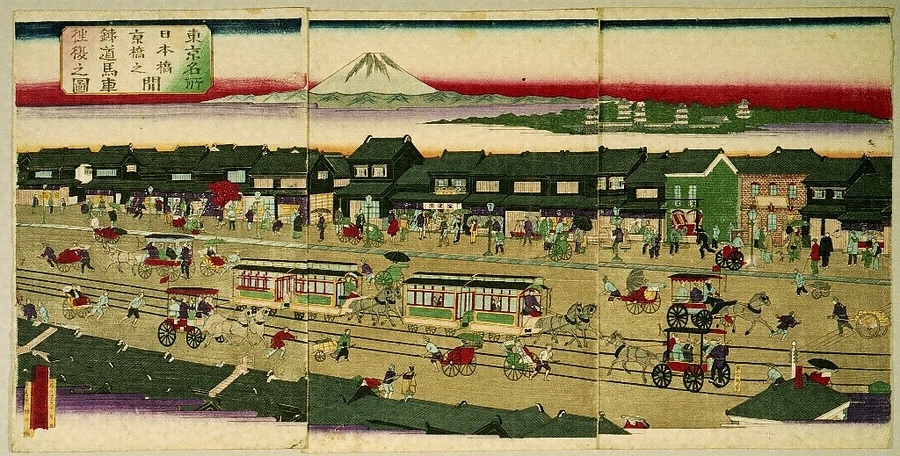
東京名所 日本橋京橋之間鉄道馬車往復之図

東京における都市交通の歴史は、1872年(明治5年)頃に日本最初の鉄道が開業したのと相前後して乗合馬車(通称：円太郎馬車)と人力車が登場したことに始まる。1876年(明治9年)には乗合馬車は170台、人力車は2万4000台以上が活躍していた。
一方、東京の人口は1873年(明治6年)の60万人から1881年(明治14年)には114万人に増加していた。そこでより大量輸送に適した交通機関として馬車鉄道の計画が持ち上がり、1880年（明治13年）2月、元薩摩藩士の谷元道之、種田誠一らによって新橋から日本橋本町、上野、浅草を経て再び本町に至る全長10マイル（約16km）の循環線敷設が出願された。谷元らの出願は同年12月28日付で認可され、日本最初の私鉄となる東京馬車鉄道株式会社（資本金30万円、本社芝区汐留町二丁目）が設立された。
馬車鉄道の営業は1年半後の1882年（明治15年）年6月25日にまず新橋 - 日本橋間で開始され、同年10月1日には循環線が全線開業した。開業当初こそ失業を恐れた人力車夫たちの反対運動に遭ったものの、東京市の人口増加や上野・浅草方面への行楽輸送を背景に馬車鉄道は大きな成功を収め、開業20年目の1902年（明治35年）度には年収140万円、客車300両と馬匹2000頭を擁し、多客時には1時間に60 - 70台もの高頻度運転を行うほどの盛況ぶりとなった。また1897年（明治30年）12月には品川・八ツ山下 - 新橋間に品川馬車鉄道が開業したが、1899年（明治32年）に東京馬車鉄道に吸収合併された。
しかし馬車鉄道は東京市民の生活を便利にした反面、課題も少なくなかった。経営的にはウマの飼育に莫大な費用がかかること、乗客の増加に対し運転回数が限界に達していてこれ以上の需要拡大に対応できないことが課題であった。またウマの蹄によって路面が損傷し、馬糞混じりの砂塵が飛び散ることへの沿線住民の苦情は跡を絶たなかった。

#### 電車開業までの経緯
そこでより近代的な交通機関として路面電車が計画されるようになり、1889年（明治22年）には大倉喜八郎、藤岡市助ら東京電燈関係者や実業家の立川勇次郎らが政府に敷設計画を出願した。だが当時は電気鉄道そのものがまだ誕生して間もない技術であり、これらの出願は時期尚早とみられ認可されなかった。そこで翌1890年（明治23年）に東京・上野公園で第三回内国勧業博覧会が開催されると、東京電燈は同社技師長であった藤岡市助主導のもと会場内に170間（約300m）の軌道を敷設し、藤岡らが米国視察の折購入した電車のデモ運転を行った。入場料3銭に試乗料2銭と決して安くはなかったが、電車の静粛さや物珍しさも手伝ってデモ運転はたちまち大評判となり、内国博をきっかけに電車敷設の動きは本格的なものとなった。こうした経緯を経て、1895年（明治28年）に開業した京都電気鉄道 を皮切りに名古屋電気鉄道、大師電気鉄道小田原電気鉄道 など、全国各地で電気鉄道が続々と開業していった。
ところが東京では1893年（明治26年）から1899年（明治32年）の6年間で35社もの出願が相次ぎ、特許権獲得をめぐって対立しあっていた。特に有力な出願者だった東京馬車鉄道、雨宮敬次郎らの東京電車鉄道、藤山雷太らの東京電気鉄道、利光鶴松らの東京自動鉄道の4社の対立は激しく、許認可が自由党と進歩党の政争の具にされたり、電車を民営とするか市営とするかで東京市会や市参事会が紛糾するなど、大きな混乱が生じた。また当時東京市内の都市計画を担っていた東京市区改正委員会が電気鉄道の敷設条件について介入したことも混乱に拍車をかけた。デモ運転から10年が過ぎた1900年（明治33年）、紆余曲折の末内務省は東京電車鉄道、東京電気鉄道、東京自動鉄道の3派が合同して組織した東京市街鉄道、岡田治衛武らが四谷信濃町 - 青山 - 渋谷 - 池上 - 川崎間などの路線を計画して設立した川崎電気鉄道、そして既設の東京馬車鉄道の3社に対して特許を与えた。

#### 東京市電の誕生
3社のうちまず最初に開業したのは東京馬車鉄道から改称した東京電車鉄道（通称:電車、東電、電鉄。前節の東京電車鉄道とは別会社）で、1903年（明治36年）8月22日に馬車鉄道線のうち品川 - 新橋間を電化して三重県の宮川電気線 に次ぐ日本8番目の電気鉄道となった。運転未熟と軌道に石が入るなどで終点まで約1時間30分を要し（3銭。乗客8872人）、11月25日上野まで開通した。東京電車鉄道は1904年（明治37年）3月までに全ての路線を電化し、馬車鉄道の運行を廃止した。
東京電車鉄道に遅れること25日後の1903年9月15日には東京市街鉄道（通称:街鉄）が数寄屋橋 - 神田橋間で開業した。その後同社は同年11月に日比谷 - 半蔵門間、12月には神田橋 - 両国、半蔵門 - 新宿間などを開業させていき、営業キロや乗客数、運賃収入などの面において3社中最大の会社となった。
1900年に川崎電気鉄道から改称した東京電気鉄道（通称:外濠線、電気）は、1904年12月8日に土橋 - 御茶ノ水橋間で開業し、その後皇居外堀に沿って飯田橋、四谷、赤坂などを経由し土橋に戻る環状線を建設した。
この様に、東京市内の路面電車は3つの会社によって別々に整備された。だが市民にしてみれば、こうした状況は電車を乗り換える度に運賃が嵩む 不便さがあり、次第に運賃の共通化を求める声が大きくなった。一方各社の経営陣は、当時日露戦争の戦費調達を目的に通行税が新設されたこと、また内務省の要請で運賃の早朝割引を開始したことなどが経営の負担になっているとして運賃の値上げを計画しており、1906年（明治39年）には利用者の要望に応えるという建前で運賃の共通化と同時に値上げを申請していた。そして同年9月11日に3社が合併して東京鉄道(通称:東鉄)を設立すると、翌12日には運賃を4銭均一に引き上げた。しかし日露戦争に伴う増税や物価高が負担になっているのは市民も同じであり、合併と値上げが認可された直後から激しい反対運動が起こり、同年9月5日には日比谷公園で開かれた集会の参加者が暴徒化して電車が投石される事件まで発生した（詳細は東京市内電車値上げ反対運動を参照）。
折しも当時は1903年に大阪市が市営電車を開業したことで電車事業の公益性が意識され始めた時期で、この一件をきっかけに東京でも電車の市有市営を求める世論が高まった。そこで東京市はかねてからの市営派だった尾崎行雄市長の音頭で東京鉄道の市有化に乗り出し、1907年（明治40年）12月には同社との間に買収価格6750万円で仮契約を締結した。ところが東京市が内務省に提出した買収認可申請が翌1908年（明治41年）1月に却下されてしまった上、その直後に東京鉄道が突如買収を拒絶したことから、東京市は市有化を一時見送ることにした。
買収が不発に終わった同年の12月、東京鉄道は再び5銭均一への運賃値上げを申請し、前回にも増して猛烈な反対運動が起ったことで政府もついに東京鉄道の市有化を本格的に検討するようになった。1909年（明治42年）10月、時の逓信大臣後藤新平は尾崎市長に3か条からなる覚書を示して、一定の条件の下で東京鉄道の市有化を認めることを約束した。この覚書をもとに東京市は再び東京鉄道の買収に臨んだが、東京鉄道が市の提示した買収価格5800万円を不服としたので物別れに終わった。
だが市有化問題が長期化すると、最初買収を却下した内務省も次第に市有化容認に傾き、1911年（明治44年）6月になり平田東助内務大臣は後藤逓相、一木喜徳郎内務次官列席のもと、尾崎市長に対して東京鉄道の買収を勧告した。勧告を受けた東京市は同年7月1日から買収交渉を再開し、政府の仲裁もあって7月6日には買収価格6416万5518円 で合意し改めて買収仮契約を締結した。買収案は7月9日に東京市会、7月24日に東京鉄道の臨時株主総会でそれぞれ承認され、7月31日付で政府の買収認可が交付された。こうして東京市内の路面電車は1911年8月1日から新設された東京市電気局に引き継がれ、東京市電が誕生した。

### 市電時代

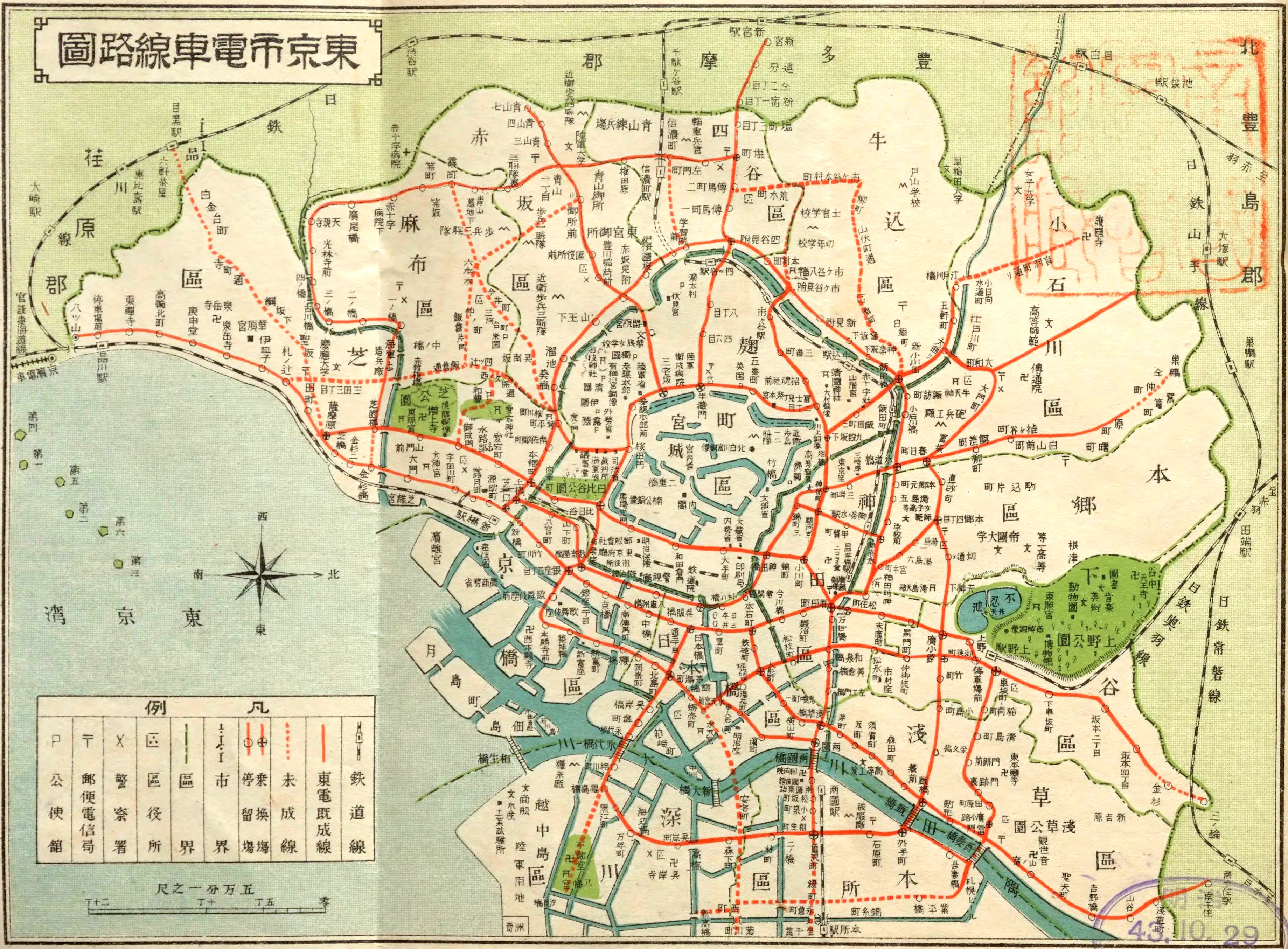
東京市電車線路図（1910年）。赤線が市電。

#### 第一次世界大戦と市電黄金期
東京市電の発足後、東京市電気局は路線網の大規模拡充を図り、1913年（大正2年）度から1916年（大正5年）度までの4年間に総額1317万6000円を投じて未成線128.7kmを整備する第一次継続事業計画に着手した。東京市電は発足時点で既に営業キロ98.8km（軌道延長192.4 km）、局員7861名、車両1054両、1日の乗客数約51万人という規模を有していたが、東京鉄道時代に特許権を取得して開業に至っていない未成線も180km余り引き継いでおり、市有化で電車の整備が進むと市民から大きな期待が寄せられていたためであった。当初は全ての未成線を4カ年計画で整備する予定であったが、財政への悪影響を懸念した監督官庁の指導で計画を第一期と第二期に分割し、このうち第一期線が第一次継続事業計画の対象となった。
積極的な拡大方針により、東京市電の営業キロは市有化から1914年（大正3年）度末までの5年弱のうちに30km以上伸びて128.0 km（軌道延長255.3 km）となり、市内のみならず目黒、渋谷、新宿、大塚、巣鴨など当時まだ東京市外の郡部だった地域にも電車が開通した。ところが1914年8月に第一次世界大戦が勃発すると、金融市場の混乱で市債発行による資金調達が難しくなった上、日本国内では大戦景気と呼ばれる好景気で物価が著しく高騰し路線整備にも支障をきたすようになった。やむなく市電気局は第一次継続事業計画の見直しを行い、1915年（大正4年）2月には市会の議決を得て修正予算案と事業期間の2年延長を決定したが、1915年度の新規開業はわずか0.4 km、1916年（大正5年）度は皆無に終わり、大規模な新線建設は市有化後の数年間推進されただけで頓挫してしまった。運賃も物価高騰に伴い1916年7月には片道4銭から5銭(往復9銭)、1920年(大正9年)6月には7銭(往復14銭)へと値上げされた。

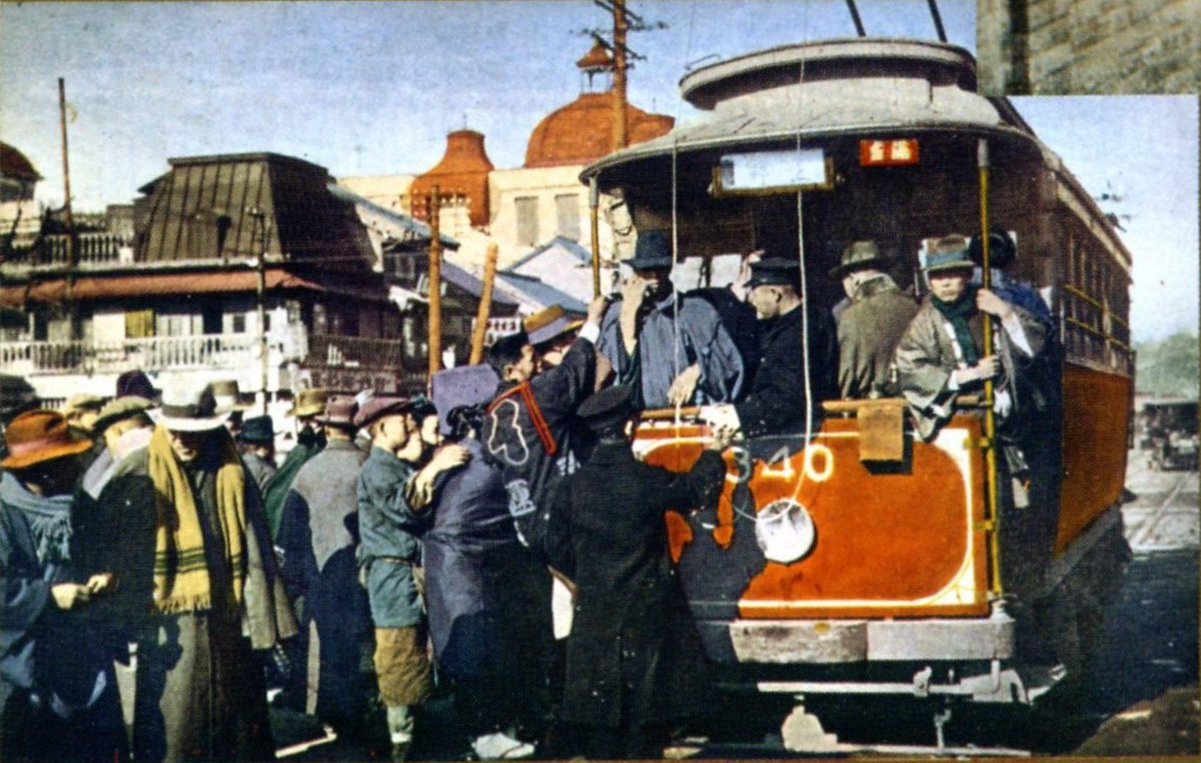
大正時代の絵葉書。1910年代後半から20年代初頭にかけて、東京市電は流行歌（パイノパイノパイ）に「東京の名物 満員電車いつまで待っても 乗れやしねえ」と歌われるほどの混雑を呈した。

一方で好景気とあって交通需要も増大著しく、1日の乗客数は1916年度の約72万人から1919年（大正8年）度には約108万人、1922年（大正11年）度には約131万4000人と6年あまりで約1.8倍の増加となった。これにより営業係数34.3 を記録した1917年(大正6年)頃から経営状況は好転し、以降も1921年(大正10年)度、1922年度には減債基金の積立や市経済への繰入を行ってなお400万円以上の剰余金を計上するなど大幅な黒字経営に転換した。この時期の東京市電はほとんど唯一の近代的交通機関として市内交通の8割を担っており、1910年代後半から20年代前半にかけての時期はまさに東京市電の「黄金期」であった。
もっとも、乗客が増えてもそれを輸送する路線や電車の整備が進んでいなかったため、黄金期の市電では慢性的な混雑が大きな問題となった。特に1910年代から出現した通勤ラッシュ時の混雑は深刻で、乗車まで30分から1時間待ちになることや乗り切れない乗客が車外にまで鈴なりにぶら下がるといったことが常態化し、「東京名物満員電車」として当時の絵葉書や俗謡（東京節）の題材にされるほどであった。この事態に市電気局は日本の路面電車車両としては初の3扉電車1653形200両を製造したほか単車と呼ばれる小型電車の2両連結運転を行うなどの対策を採ったが、より抜本的な解決策として1920年度から新たに第二次継続事業計画に着手した。第二次継続事業計画は総事業費1億3230万円を投じて未成線約80kmの建設と車両2050両の新造及び改造、車庫15か所と変電所20か所の新設、さらに既設線の架線や軌道の改良も行う一大プロジェクトであったが、結局関東大震災の発生で見直しを余儀なくされた。

#### 関東大震災からの復興
1923年（大正12年）9月1日、いわゆる関東大震災が発生すると、東京市電は電力設備の機能停止で送電が途絶したちまち全線で運転不能となった。さらに地震後の大火災によって電気局本庁舎をはじめ営業所4か所、車庫5か所、車両工場などが全焼し、焼失した電車は779両に及んだ。設備の被害は軌道152km、架線66km、橋梁26か所などで、被害総額は市電だけで2500万円、市営電灯を含めた電気局全体では4000万円に上った。
本庁舎を失った電気局は、9月2日に東京市役所、次いで9月3日に桜田門外にあった資材置き場に仮本部を設置し、大阪市電気局などの協力を得て復旧に取り掛かった。市電の復旧は比較的被害の少なかった山の手方面から着手され、早くも9月6日には神明町車庫前 - 上野三橋間、9月8日には青山六丁目 - 桜田門、四谷塩町 - 泉岳寺前間で運転再開に漕ぎ着けた。被害の大きかった下町方面も同年10月20日柳島 - 亀沢町間で運転を再開したのを皮切りに復旧が進められ、1924年（大正13年）6月12日には市電全線の復旧が完了した。また1924年（大正13年）1月18日からは市電復旧までの代替措置として都営バスの前身である東京市営バスの運行が開始され、市電復旧後も引き続き東京市民の足として活躍することとなった。

#### 震災後の経営不振
しかし関東大震災後、東京市電の利用者数は1924年度（大正13年）の1日平均136万人をピークに減少傾向となり、1934年度（昭和9年）度にはピーク時の6割ほどの約78.8万人まで減少した。
これは関東大震災を契機に自動車の有用性が広く認識されたことで、日本国内でも初期的なモータリゼーションが始まり、雨後の筍の如くに乱立した路線バスやタクシー事業者との激しい競争に見舞われたためである。また震災後は郊外の宅地開発や都心部のビジネスセンター化など都市構造の変化が進み、省線電車や私鉄が郊外へと路線網を拡大した一方、既存の市街地にしか路線を持たない市電は交通需要の変化に十分対応できなかったことも不振の一因であった。
さらにこの頃になると、路線の拡充などのため度々発行してきた市債の償還が大きな負担となり、乗客の減少と相まって1935年（昭和10年）度には市債費が運賃収入の96％にまで膨れ上がっていた。

### 年表

#### 前史
- 1903年（明治36年）
  - 8月22日：馬車鉄道の東京馬車鉄道が動力を馬から電気に改めることで誕生した東京電車鉄道（電鉄[16]）が、品川 - 新橋間を開業。
  - 9月15日：東京市街鉄道（街鉄）が数寄屋橋 - 神田橋間を開業[42]。
  - 11月1日：街鉄 日比谷（日比谷公園） - 半蔵門間が開業。
  - 11月25日：電鉄 芝口（芝口一丁目） - 上野間が電化開業。
  - 12月29日：街鉄 神田町 - 両国間・半蔵門 - 新宿間が開業。
- 1904年（明治37年）
  - 1月31日：街鉄 須田町 - 本郷四丁目間が開業。
  - 2月21日：電鉄 本銀町角 - 馬喰三丁目 - 浅草橋間・浅草橋 - 横山町三丁目 - 本町角間がそれぞれ単線一方通行で電化開業。
  - 2月25日：電鉄 浅草橋 - 雷門間が電化開業。
  - 3月18日：電鉄 雷門 - 田原町 - 菊屋橋・合羽橋 - 上野停車場前 - 上野間が電化開業。田原町 - 上野停車場前間は菊屋橋経由が上野方面、合羽橋経由が雷門方面への単線一方通行。東京電車鉄道が全線電車化。
  - 5月15日：街鉄 数寄屋橋 - 茅場町 - 両国間・茅場町 - 亀住町間が開業。数寄屋橋を数寄屋橋内に改称。
  - 6月21日：街鉄 日比谷（日比谷公園） - 三田（本芝）間が開業。
  - 9月6日：街鉄 三宅坂 - 青山四丁目間が開業。
  - 11月8日：街鉄 本郷四丁目 - 上野広小路間が開業。本郷四丁目の須田町方面を本郷三丁目に改称。
  - 12月8日：東京電気鉄道（外濠線）が土橋（新橋駅北口） - 御茶の水間を開業。
  - 12月17日：街鉄 小川町 - 俎橋間が開業。
- 1905年（明治38年）
  - 4月3日：外濠線 土橋 - 虎ノ門内間が開業。
  - 4月5日：外濠線 御茶ノ水 - 東竹町（竹町）間が開業。
  - 5月12日：外濠線 東竹町（竹町） - 神楽坂（神楽坂下）間が開業。
  - 6月3日：街鉄 両国 - 亀沢町間が開業。
  - 7月18日：街鉄 上野広小路 - 西町間・亀沢町 - 小島町間が開業。
  - 8月12日：外濠線 神楽坂（神楽坂下） - 四谷見附間が開業。
  - 9月15日：外濠線 四谷見附 - 葵橋間が開業。
  - 9月17日：街鉄 西町 - 小島町間が開業。
  - 10月：東京の地理教育を目的に、3社による当時の路線をうたった歌として「東京地理教育電車唱歌」（全52番）が発表される。
  - 10月11日：街鉄の桜田門 - 霊南坂間と外濠線の葵橋 - 虎ノ門間が開業。街鉄霞ヶ関 - 霊南坂間の一部と外濠線葵橋 - 虎ノ門間の一部が被るために共用線として同時に開業。路線としての外濠線が全通。
  - 11月23日：外濠線 師範学校前 - 神田松住町間が開業。
  - 12月29日：街鉄 半蔵門 - 三番町間が開業。
- 1906年（明治39年）
  - 1月20日：街鉄 三番町 - 市ケ谷見附間が開業。三番町を招魂社脇（招魂社横）へ改称。
  - 3月3日：外濠線 信濃町 - 天現寺橋間が全線専用軌道で開業。外濠線と線路が繋がっていないため車両のやり取りは街鉄線を経由して行われた。
  - 3月21日：街鉄 俎橋 - 飯田橋が開業。
  - 4月13日：街鉄 三原橋 - 蓬莱橋間が開業。
  - 8月2日：電鉄 菊屋橋経由の上野停車場 - 田原町間が複線化。それに伴い合羽橋経由が廃止。
  - 9月11日：電鉄・街鉄・外濠線の3社が合併し、東京鉄道（東鉄）成立。
  - 9月12日：東京鉄道としての運行が開始。
- 1907年（明治40年）4月：東京市会において東京鉄道の買収を決議。
- 1911年（明治44年）
  - 7月31日：東京鉄道の買収について東京市営の許可がおりる。
  - 8月1日：東京市が東京鉄道を買収。東京市電気局を開設し、東京市電となる。
  - 8月22日：王子電気軌道（王電）が大塚 - 飛鳥山上間を開業。
  - 12月31日：東京市電で日本の交通事業史上初のストライキが行われる[43]。
- 1917年（大正6年）12月30日：城東電気軌道、錦糸町 - 小松川間を開業。
- 1921年（大正10年）8月26日：西武軌道、淀橋 - 荻窪（現・荻窪駅南口）間を開業（10月1日、武蔵水電に合併[44]。さらに1922年（大正11年）6月1日帝国電燈に合併）。
- 1922年（大正11年）
  - 6月11日：玉川電気鉄道（玉電・1907年（明治40年）開業）渋谷 - 渋谷橋間を開通。
  - 11月16日：帝国電燈、西武鉄道（旧社）に鉄軌道事業を譲渡[45]。
- 1924年（大正13年）
  - 1月 この月、仲介人を経て阪神電鉄より約40万円で旧車両30両を購入する（元・阪神1形の2500形）が故障続きでボロ電車と報じられる[46]
  - 3月29日：京浜電気鉄道品川駅（現・北品川駅）と接続、直通運転を開始。
- 1925年（大正14年）3月20日：女性の車掌68人が乗務を開始[47]。
- 1926年（大正15年）6月11日：東京市電自治会（労働組合）が15年度大会を開催。全自治会員15000人が労働農民党へ入党することなどを議決[48]。
- 1933年（昭和8年）4月1日：京浜電気鉄道との直通運転を取り止める。
- 1935年（昭和10年）12月27日：西武鉄道（旧社）、東京乗合自動車（青バス）に新宿軌道線の経営を委託。
- 1937年（昭和12年）3月25日：城東電気軌道、青バスに吸収合併される[49]。
- 1938年（昭和13年）
  - 4月15日：玉電、東京横浜電鉄に合併。
  - 4月25日：青バス、東京地下鉄道に吸収合併される。同社は城東軌道線を引き続き経営し、西武鉄道（旧社）から新宿軌道線の経営を受託する。
  - 10月14日：東京横浜電鉄、旧玉電路線の渋谷以東部分（下記）の経営を東京市へ委託する。
渋谷東横百貨店前（現・渋谷駅東口） - 天現寺橋間
渋谷橋 - 中目黒間
- 1941年（昭和16年）10月13日：三原橋 - 下板橋間で配給米の運搬が始まる。トラックのガソリン使用を軽減する目的で、専用車が用意された[50]。
- 1942年（昭和17年）2月1日：東京市が王電と東京地下鉄道の城東軌道線（下記）を買収し、東京地下鉄道から新宿軌道線の運営管理を引き継ぐ。
（旧王電路線） 早稲田 - 王子駅前間、赤羽終点 - 三ノ輪橋間
（旧城東路線） 錦糸町 - 西荒川間、水神森 - 洲崎間、東荒川 - 今井橋間
（運行管理路線） 新宿駅前（現・駅ビル「ルミネエスト新宿」の北端辺り） - 荻窪間
1944年（昭和19年）新宿駅前 - 角筈一丁目（新宿大ガード西交差点）間休止
- 1943年（昭和18年）
  - 3月9日：東両国二丁目 - 両国駅間休止
  - 4月28日：土橋ループ、若松町引込線、白山上 - 本郷肴町（のちの向丘二丁目）間休止

#### 都制施行後 - 財政再建団体指定
- 1943年（昭和18年）7月1日：東京都制施行。市電気局を東京都交通局に改組。東京都電となる（実際には、しばらく「市電」のままで呼ばれた）。
- 1944年（昭和19年）5月4日：下記9線区、戦時下に伴う不要不急路線として廃止。
天現寺橋 - 恵比寿長者丸間
矢来下 - 江戸川橋間
汐留 - 三原橋間
東京駅（丸ノ内口）南口 - （丸の内パークビルディング向かい） - 都庁前（現・三菱UFJ銀行本店前）
人形町 - 両国（日本橋両国）間
東京港口 - 芝浦二丁目（船路橋前）間（撤去せず、1969年の第四次都電撤去時まで車両工場引込線として存続）
数寄屋橋 - 土橋間
御茶の水 - 錦町河岸間
水天宮前 - 土洲橋（現・東京シティエアターミナル前）間
- 1948年（昭和23年）3月10日：東京急行電鉄より正式に同社玉川線の受託区間を買収。
- 1951年（昭和26年）4月5日：西武鉄道（西武鉄道（旧社）を合併）より正式に同社新宿軌道線、新宿駅前（上記角筈一丁目） - 荻窪駅前間を買収。杉並線とする（角筈一丁目（西武新宿駅前） - 新宿駅前（ルミネエスト北端付近）間は休止中のまま）。
- 1952年（昭和27年）5月20日：今井線 東荒川 - 今井橋間（城東電軌継承路線）、トロリーバスに置き換えのため廃止。
- 1953年（昭和28年）5月31日：角筈終点付近（靖国通り新宿ピカデリー脇 - 新宿通り三峰館脇間）、整理撤去。新宿駅前停留所を歌舞伎町交差点に一本化。
- 1955年（昭和30年）6月10日：志村線・志村（開通と同時に志村坂上 に改称）- 志村橋間[51][52]。（都電最後の新規開通）
- 1959年（昭和34年）
  - 1月24日：都交通局は「路面電車は廃止すべきでない」という公式見解を発表。国家公安委員会と警視庁に対し軌道内の自動車運行取締の強化を要請。
  - 1月29日：警視庁より札の辻 - 赤羽橋間の軌道撤去要請を受ける。
  - 6月12日：警視庁通達により軌道敷内自動車乗り入れが実施される。
- 1961年（昭和36年）
  - 3月17日：銀座通連合会請願の「銀座通り路面電車撤廃について」は定例都議会において不採択となる。
  - 7月：昭和37年度首都圏整備事業計画策定方針が決定され、「都電と横浜市電は撤去に着手するものとする。」と指示される。
  - 9月：首都圏整備審議会が、都電杉並線の撤去を勧告する。
- 1962年（昭和37年）6月：政府の臨時交通関係閣僚懇談会が都電飯田橋線ならびに青山線の一部撤去方針を決定し、都に対して実施を強く要請する。
- 1963年（昭和38年）
  - 10月1日：北青山一丁目 - 三宅坂間及び半蔵門 - 九段上間、1964年東京オリンピック開催に伴う道路整備のため廃止。
  - 12月1日：杉並線 新宿駅前 - 荻窪駅前間、営団地下鉄荻窪線と競合のため廃止。
- 1965年（昭和40年）9月15日 - 東京都内の住居表示実施に伴う町名変更により40箇所の停留所名が一斉に変更[53]。
- 1966年（昭和41年）5月29日：志村線 巣鴨車庫前 - 志村橋間、都営地下鉄6号線建設工事のため廃止。
- 1967年（昭和42年）1月1日：交通局、財政再建団体の指定を受ける。

#### 路線撤去
- 1967年（昭和42年）12月10日：財政再建に伴う都電撤去計画に基づき、第一次都電撤去（品川駅前 - 東京港口間他12線区・都電本通線（通三丁目以南。通称：銀座線）など8系統線廃止）
- 1968年（昭和43年）
  - 2月25日・3月31日：第二次都電撤去（2月：千住四丁目 - 三ノ輪橋間他3線区、3月：数寄屋橋 - 文京区役所前間他2線区）
  - 9月29日：第三次都電撤去（渋谷駅前 - 北青山一丁目間他6線区）
- 1969年（昭和44年）10月25日：第四次都電撤去（泉岳寺前 - 四谷三丁目間他11線区）
- 1970年（昭和45年）3月27日：第五次都電撤去（新宿駅前 - 外神田二丁目他2線区）
- 1971年（昭和46年）3月18日：第六次都電撤去（大塚駅前 - 本所一丁目他7線区）。この廃止で、「日本最大の路面電車」は京都市電になる（1976年3月まで）。
- 1972年（昭和47年）11月12日：第七次都電撤去（錦糸町駅前 - 日本橋間他6線区）。早稲田 - 王子駅前 - 三ノ輪橋間（王電継承路線）のみとなる。

#### 1路線1系統化後
- 1974年（昭和49年）10月1日：残存区間の撤去計画撤回。恒久化が決定され、運転系統を単一に改める。「荒川線」の呼称を採用。
- 1977年（昭和52年）10月1日：一部車両でワンマン化開始[54]。
- 1978年（昭和53年）10月1日：全車ワンマン化。
- 1990年（平成2年）4月：28年振りの新型車両8500形運行開始。
- 1993年（平成5年）11月11日：プリペイドカード（Tカード）導入。
- 1994年（平成6年）10月1日：バス共通カード使用開始。
- 2000年（平成12年）11月11日：荒川一中前停留場が開設される。
- 2007年（平成19年）
  - 3月18日：PASMO使用開始（同時にSuicaでの乗車も可能になる）。
  - 5月27日：9000形運行開始。同時に荒川電車営業所内に旧型車輌（5500形・7500形）の展示施設が設置される。
- 2009年（平成21年）4月26日：8800形運行開始。
- 2015年（平成27年）9月18日：8900形運行開始。
- 2016年（平成28年）5月30日：7700形運行開始[55]。
- 2017年（平成29年）4月28日：荒川線の愛称を「東京さくらトラム」に決定[56]。

## 運賃
大人（東京市電以降）

### 東京市電時
- 1916年（大正5年）7月〜 5銭
- 1920年（大正9年）6月〜 7銭
- 1943年（昭和18年）6月〜 10銭

### 都制施行後
- 1945年（昭和20年）12月〜 20銭
- 1946年（昭和21年）3月〜 40銭
- 1947年（昭和22年）2月〜 50銭
- 1947年（昭和22年）6月〜 1円
- 1947年（昭和22年）9月〜 2円
- 1948年（昭和23年）6月〜 3円50銭
- 1948年（昭和23年）8月〜 6円
- 1949年（昭和24年）6月〜 8円
- 1951年（昭和26年）12月〜 10円
- 1956年（昭和31年）2月〜 13円
- 1961年（昭和36年）7月〜 15円
- 1967年（昭和42年）10月〜 20円

### 1路線1系統化後
- 1973年（昭和48年）1月〜 30円
- 1974年（昭和49年）10月〜 50円
- 1977年（昭和52年）5月〜 70円
- 1978年（昭和53年）10月〜 90円
- 1980年（昭和55年）5月〜 120円
- 1984年（昭和59年）7月〜 130円
- 1985年（昭和60年）4月〜 140円
- 1995年（平成7年）3月〜 160円
- 2014年（平成26年）4月〜 170円[注釈 20]

## 路線

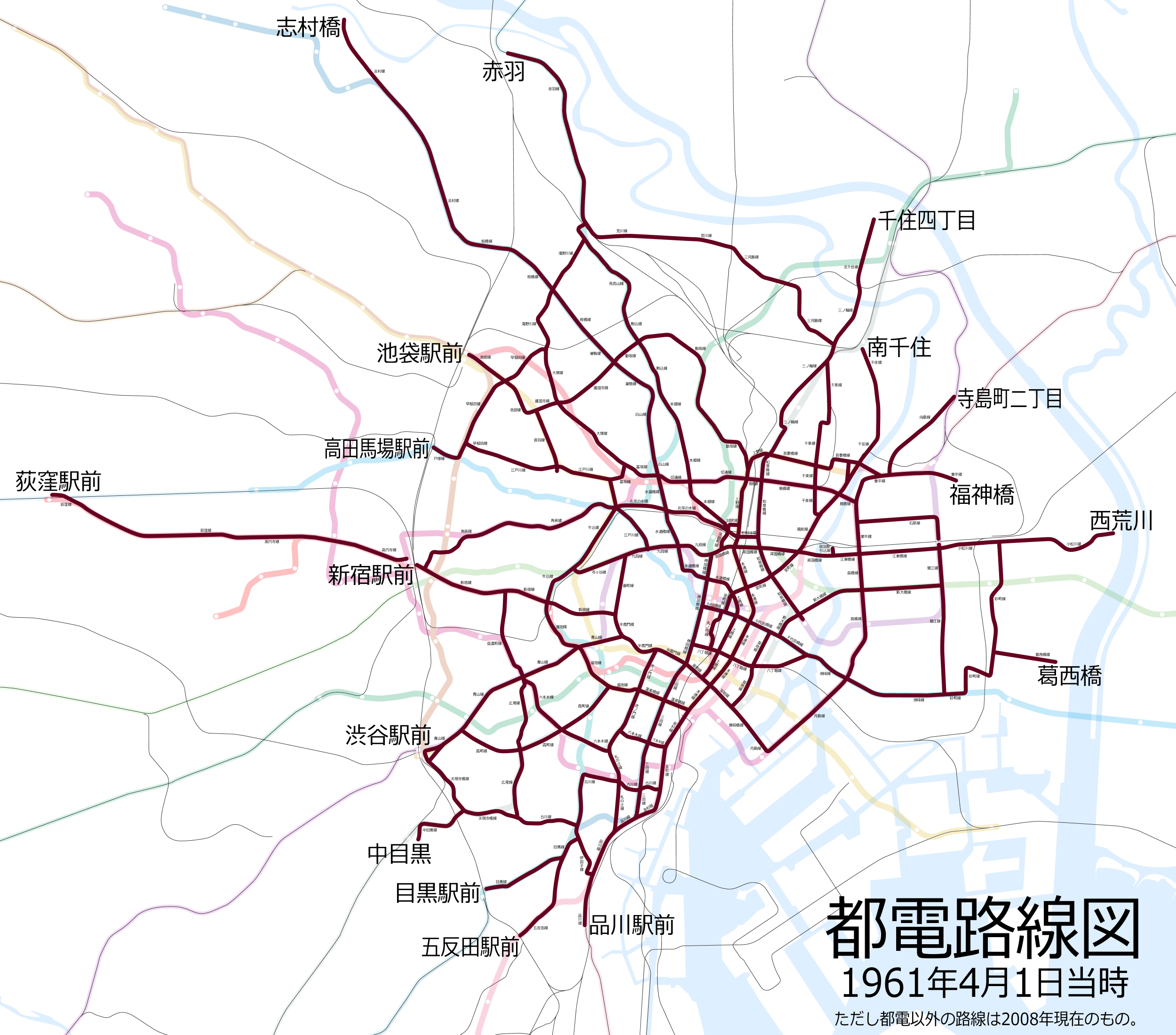
1961年4月の都電路線図（都電以外の路線は2008年現在のものだが、地下鉄も銀座線全線、丸ノ内線の大部分、日比谷線と浅草線のそれぞれ一部は既に開業していた）

### 営業中の路線
- 荒川線（東京さくらトラム）

### 旧路線
区間ごとの正式な線路名称を基準に記し、当該区間または複数の区間をまとめた通称がある場合は付記する。
運転系統は1962年を基準とする（26系統を除く）。電停の名称は、最終運行時のものである。
なお、東京23区のうち大田区、葛飾区、世田谷区、練馬区は都電路線を有したことがない。

#### 東京電車鉄道（電鉄）が一部または全部を敷設した路線
品川線（1・3・7系統）
北品川 - 品川八ツ山 - 品川駅前 - 泉岳寺 - 札ノ辻 - 三田
- 1903年8月22日：品川八ツ山 - 三田間開業
- 1924年3月29日：品川八ツ山 - 北品川間開業（北品川は八ツ山橋南詰）
- 1925年3月12日：北品川終点移設。八ツ山橋南詰から京浜電気鉄道線に入り、同社北品川駅へ乗り入れ。
- 1933年4月1日：北品川 - 品川駅前間廃止
- 1967年12月10日：廃止

金杉線（1・4系統）
三田 - 東京港口 - 金杉橋 - 浜松町一丁目 - 新橋
- 1903年8月22日：開業
- 1967年12月10日：廃止（東京港口 - 金杉橋は非営業線化）
- 1969年10月26日：非営業区間廃止

本通線（1・4・19・22・40系統）
新橋 - 銀座七丁目 - 銀座四丁目 - 京橋 - 通三丁目 - 日本橋 - 室町三丁目 - 神田駅前 - 須田町
- 1903年11月25日：開業
- 1967年12月10日：新橋 - 通三丁目廃止
- 1971年3月18日：廃止

上野線（1・19・20・24・30・37・40系統）
須田町 - 万世橋 - 外神田三丁目 - 上野広小路 - 上野公園 - 上野駅前
- 1903年11月25日：開業
- 1967年12月：37,40系統廃止
- 1971年3月：20系統廃止
- 1972年11月12日：全系統廃止

吾妻橋線（24・30系統）
上野駅前 - 菊屋橋 - 雷門 - 浅草 - 本所吾妻橋
- 1904年3月18日：上野駅前 - 雷門間開業。一部は単線一方通行（隣接する2本の道路に、それぞれ逆方向行きの軌道が敷かれていた）
- 1907年頃：経路変更
- 1908年4月12日：雷門 - 浅草間開業（雷門 - 吉野町間開業）
- 1920年代後半：浅草 - 本所吾妻橋間開業
- 1972年11月12日：廃止

蔵前線（22・31系統）
雷門 - 駒形二丁目 - 厩橋 - 蔵前 - 浅草橋駅前 - 浅草橋
- 1904年2月1日：開業
- 1967年12月10日：駒形二丁目 - 雷門間廃止
- 1971年3月18日：廃止

室町線（22・31系統）
浅草橋 - 小伝馬町 - 室町三丁目 - 新常盤橋 - 丸ノ内一丁目
- 1904年2月1日：浅草橋 - 室町付近開業。一部は単線一方通行
- 1910年頃：経路変更
- 1914年4月6日：本石町（室町三丁目） - 新常盤橋間開業
- 1920年10月5日：新常盤橋 - 丸ノ内一丁目間開業
- 1969年10月26日：室町三丁目 - 丸ノ内一丁目間廃止
- 1971年3月18日：廃止

#### 東京市街鉄道（街鉄）が一部または全部を敷設した路線
神田橋線（2・5・15・25・35・37系統）
日比谷公園 - 馬場先門 - 大手町 - 神田橋 - 小川町
- 1903年9月15日：日比谷公園 - 神田橋間開業
- 1903年12月29日：神田橋 - 小川町間開業
- 1968年3月31日：日比谷公園 - 大手町間廃止
- 1968年9月29日：廃止

築地線（8・9・11・36系統）
日比谷公園 - 数寄屋橋 - 銀座四丁目 - 三原橋 - 築地 - 桜橋 - 茅場町（ - 人形町）
- 1903年9月15日：日比谷公園 - 数寄屋橋間開業
- 1904年5月15日：数寄屋橋 - 人形町間開業（のち茅場町 - 水天宮前は新大橋線に、水天宮前 - 人形町は和泉橋線に編入）
- 1968年9月29日：日比谷公園 - 築地間廃止
- 1971年3月18日：廃止

半蔵門線（8・9・10・11系統）
日比谷公園 - 桜田門 - 三宅坂 - 半蔵門
- 1903年11月1日：開業
- 1968年2月25日：桜田門 - 半蔵門間廃止
- 1968年9月29日：廃止

新宿線（11・12・13系統）
半蔵門 - 四谷見附 - 四谷三丁目 - 新宿二丁目 - 四谷三光町 - 角筈 - 新宿駅前
- 1903年12月29日：開業
- 1949年4月1日：新宿駅前停留場を現在の歌舞伎町交差点に移転。旧停留場（現・新宿駅東口バス停付近） - 新宿三丁目間撤去。
- 1968年2月25日：半蔵門 - 四谷見附間廃止
- 1970年3月27日：廃止

両国橋線（10・12・25・29系統）
小川町 - 淡路町 - 須田町 - 岩本町 - 浅草橋 - 両国 - 両国二丁目
- 1903年12月29日：小川町 - 両国間開業
- 1905年6月3日：両国 - 小泉町（両国二丁目）間開業
- 1929年7月19日：小川町-両国間新線開業（ルート変更）
- 1970年1月27日：小川町 - 須田町間廃止

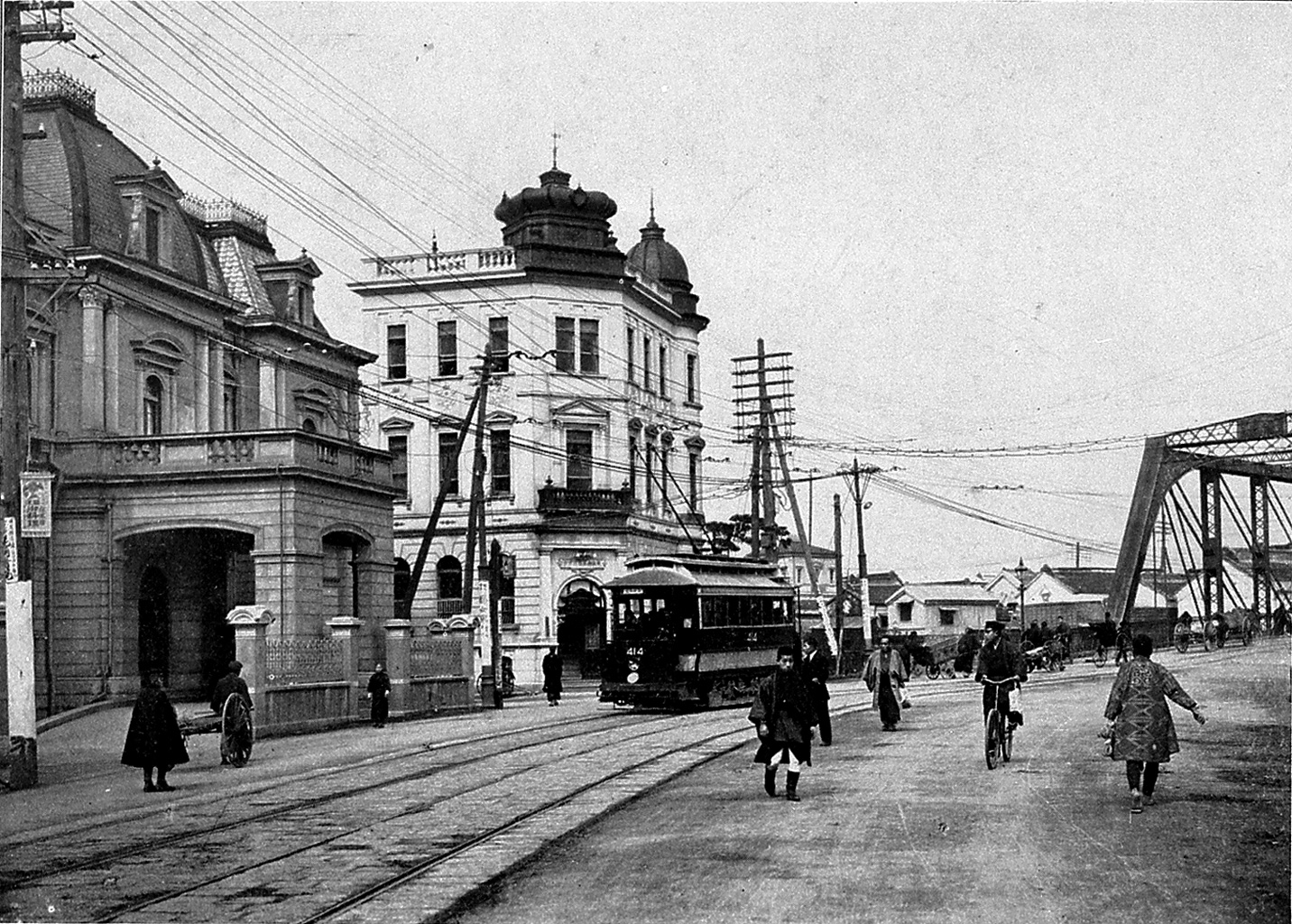
日本橋兜町付近を走行中の都電（1911年）

- 1972年11月12日：廃止

浜町線
人形町 - 両国
- 1904年5月15日：開業
- 1944年5月4日：廃止

蓬莱橋線（一部）
三原橋 - 蓬莱橋
- 1904年頃：開業
- 1909年頃?：一旦廃止

千代田橋線（15・28・38系統）
大手町 - 丸ノ内一丁目 - 呉服橋 - 日本橋 - 茅場町 - 永代橋
- 1904年5月15日：茅場町 - 永代橋間開業
- 1910年5月4日：呉服橋 - 茅場町間開業
- 1912年12月28日：大手町 - 呉服橋間開業
- 1968年9月29日：大手町 - 丸ノ内一丁目間廃止
- 1969年10月26日：丸ノ内一丁目 - 日本橋間廃止
- 1972年11月12日：廃止

洲崎線（28・38系統）
永代橋 - 永代二丁目 - 門前仲町 - 洲崎 - 東陽公園前
黒江町（永代二丁目） - 亀住町（深川一丁目）（のち高橋線は門前仲町経由となり廃線）
洲崎 - 東陽公園前は城東電気軌道と共用
- 1904年5月15日：永代橋 - 亀住町間開業
- 1911年10月15日：黒江町（永代二丁目） - 門前仲町間開業
- 1914年7月13日：門前仲町 - 沢海橋間開業
- 1915年頃? : 洲崎まで開業
- 1930年3月1日 : 門前仲町 - 深川一丁目間開業に伴い、黒江町 - 深川一丁目間営業休止
- 1942年2月1日 :陸上交通事業調整法に基づき水神森 - 洲崎間を城東電車より東京市に統合
  - 陸上交通事業調整法に基づき東京市に統合された軌道線の区間は次のとおり。
    - 王子電車：三輪橋 - 早稲田、王子 - 赤羽
    - 城東電車：錦糸町 - 西荒川、水神森 - 洲崎
    - 西武鉄道：新宿駅 - 荻窪

- 1972年11月12日：廃止

三田線（2・5・35・37系統）
三田 - 芝園橋 - 御成門 - 西新橋一丁目 - 日比谷公園
- 1904年6月21日：開業
- 1967年12月10日：三田 - 西新橋一丁目間廃止
- 1968年2月25日：廃止

九段線（10・12・15系統）
小川町 - 神保町 - 九段下 - 九段上
- 1904年12月7日：小川町 - 九段下間開業
- 1907年7月6日：九段下 - 九段上間開業
- 1970年3月27日：廃止

本郷線（19系統）
須田町 - 外神田二丁目 - 本郷三丁目 - 東大農学部前 - 向丘二丁目 - 白山上
- 1904年1月15日：須田町 - 本郷三丁目間開業
- 1913年3月15日：本郷三丁目 - 本郷追分町間開業
- 1915年3月8日：本郷追分町 - 本郷肴町 新設停留所、本郷追分町、蓬莱町、駒込肴町、本郷肴町 - 白山坂上間開業
- 1929年7月19日：須田町 - 松住町（外神田二丁目）間廃止
- 1943年4月28日：白山連絡線：本郷肴町（向丘二丁目） - 白山上間旅客営業休止
- 1971年3月18日：廃止

切通線（16・39系統）
文京区役所前 - 本郷三丁目 - 上野広小路
- 1904年11月8日：本郷四丁目（三丁目） - 上野広小路間開業
- 1908年4月12日：春日町（文京区役所前） - 本郷三丁目間開業
- 1971年3月18日：廃止

青山線（6・9・10系統）
三宅坂 - 赤坂見附 - 北青山一丁目 - 北青山三丁目 - 南青山五丁目 - 青山車庫前 - 渋谷駅前
- 1904年9月6日：三宅坂 - 青山四丁目（北青山三丁目）間開業
- 1906年12月29日：青山四丁目 - 青山七丁目（青山車庫前）間開業
- 1911年8月3日：青山七丁目 - 中渋谷ステーション前（渋谷駅東口の宮益坂下）間開業
- 1923年3月29日：中渋谷 - 渋谷駅前間開業（渋谷駅前は西口の現在のハチ公前広場の位置。後に建てられた東横百貨店の一階に食い込んでいた）。
- 1957年3月26日：渋谷駅前を西口の東横百貨店一階から東口の現・渋谷ヒカリエ前へ移転。既にあった天現寺橋線の渋谷駅前停留所と集約。渋谷駅前（西口） - 渋谷駅前（東口・宮益坂下）間を撤去し、宮益坂上 - 宮益坂 - 渋谷駅前（東口）間を単線化とする代わりに、渋谷駅前（東口） - 金王坂 - 宮益坂上間を単線で敷設。この結果、青山車庫前 - 渋谷駅前間がループ状となる。
- 1963年10月1日：三宅坂 - 北青山一丁目間廃止
- 1968年9月29日：廃止

江戸川線（15・39系統）
九段下 - 飯田橋 - 大曲 - 江戸川橋 - 早稲田車庫前 - 早稲田
- 1906年3月21日：九段下 - 飯田橋間開業
- 1906年9月27日：飯田橋 - 大曲間開業
- 1907年11月28日：大曲 - 江戸川橋間開業
- 1918年6月26日：江戸川橋 - 早稲田（下戸塚）間開業 新設停留場、鶴巻町、関口町、早稲田車庫前、早稲田
- 1949年12月1日：早稲田で早稲田線（旧王電路線）と接続
- 1968年9月29日：廃止

番町線（10系統）
半蔵門 - 九段上
- 1905年12月19日：半蔵門 - 三番町間開業
- 1906年1月20日：三番町 - 九段上間開業
- 1963年10月1日：廃止

市ヶ谷線（12系統）
九段上 - 市ヶ谷見附
- 1906年1月20日：九段上 - 市ヶ谷間開業
- 1920年9月19日：市ヶ谷 - 市ヶ谷見附間開業
- 1970年3月27日：廃止

厩橋線（16・39系統）
上野広小路 - 御徒町駅前 - 三筋二丁目 - 厩橋 - 本所一丁目
- 1905年7月18日：上野 - 西町間、本所 - 小島町間開業
- 1905年9月17日：西町 - 小島町間開業
- 1971年3月18日：廃止

虎ノ門線（3・8系統）
桜田門 - 虎ノ門 - 神谷町
虎ノ門 - 霊南坂
- 1905年10月11日：桜田門 - 霊南坂間開業（一部外濠線と共用）
- 1909年11月23日：虎ノ門 - 霊南坂間廃止
- 1911年頃：新線建設のため桜田門 - 虎ノ門間撤去
- 1912年6月7日：桜田門 - 神谷橋間新線開業
- 1968年9月29日：廃止

江東橋線（25・29・38系統）
両国二丁目 - 緑町一丁目 - 江東橋 - 錦糸堀車庫前 - 錦糸堀
- 1905年6月3日：小泉町（両国二丁目） - 亀沢町（緑町一丁目）間開業
- 1911年12月28日：亀沢町 - 江東橋間開業
- 1910年代後半：江東橋 - 錦糸堀（錦糸堀車庫前）間開業（1918年6月24日江東橋 - 花房町三丁目0.6km開業）
- 1920年頃：錦糸堀車庫前 - 錦糸堀間開業（1922年2月1日花房町三丁目 - 同地内0.2km開業）
- 1972年11月12日：廃止

業平線（16・23・24系統）
緑町一丁目 - 石原一丁目 - 本所一丁目 - 本所吾妻橋 - 業平橋 - 押上 - 十間橋 - 柳島 - 福神橋
業平橋 - 浅草駅（現：とうきょうスカイツリー駅）前
- 1905年頃：亀沢町（緑町一丁目） - 外手町（本所一丁目）間開業
- 1910年頃：外手町 - 浅草駅前間開業
- 1907年4月18日:厩橋一丁目 - 吾妻橋間開業
- 1910年4月19日:吾妻橋 - 中ノ郷間開業
- 1910年7月28日:中ノ郷 - 業平橋間開業
- 1913年11月11日：業平橋 - 押上橋（押上）間開業
- 1919年7月18日:押上 - 柳島橋間開業
- 1910年代：押上橋 - 柳島妙見堂前（十間橋）間開業
- 1920年頃：柳島妙見前 - 柳島間開業
- 1931年6月25日：業平橋 - 浅草駅前間廃止
- 1958年4月25日：柳島 - 福神橋間開業
- 1972年11月12日：廃止

#### 東京電気鉄道（外濠線）が一部または全部を敷設した路線
錦町線
御茶ノ水 - 駿河台下 - 錦町河岸 - 神田橋 - 新常盤橋
- 1904年12月8日：開業
- 1944年5月4日：御茶ノ水 - 錦町河岸間廃止（残余は水道橋線に編入）

土橋線（17系統）
新常盤橋 - 呉服橋 - 東京駅八重洲口 - 鍛冶橋 - 数寄屋橋 - 新橋駅北口
- 1904年12月8日：開業
- 1944年5月4日：数寄屋橋 - 新橋駅北口間廃止
- 1968年3月31日：廃止

溜池線（3・6系統）
虎ノ門 - 溜池 - 赤坂見附 - 四谷見附
喰違見附付近が専用軌道。同区間に都電唯一のトンネルがあったが、首都高速道路新宿線建設により移設された
- 1905年9月15日：四谷見附 - 葵坂間開業
- 1905年10月11日：虎ノ門 - 葵坂間開業
- 1967年12月10日：廃止

牛込線（3・12系統）
四谷見附 - 市ヶ谷見附 - 飯田橋
- 1905年頃：開業（1905年4月5日お茶の水 - 東竹町間開業、1905年5月12日東竹町 - 神楽坂間開業、1905年8月12日神楽坂 - 四谷見附間開業）
- 1967年12月10日：市ヶ谷見附 - 飯田橋間廃止
- 1970年3月27日：廃止

信濃町線（7・33系統）
四谷三丁目 - 信濃町 - 北青山一丁目
信濃町の国鉄線跨線橋は都電専用橋
- 1906年3月3日：信濃町 - 青山一丁目（北青山一丁目）間開業
- 1907年10月25日：四谷塩町（四谷三丁目） - 信濃町間開業
- 1969年10月26日：廃止

広尾線（7系統）
青山一丁目 - 西麻布 - 天現寺橋
大半が専用軌道
- 1906年3月3日：開業
- 1969年10月26日：廃止

蓬莱橋線（6系統）
三原橋 - 新橋 - 西新橋一丁目 - 虎ノ門
三原橋 - 蓬莱橋間は一時街鉄線として存在
- 1905年頃：八官町（新橋付近？） - 琴平宮前（虎ノ門付近？）間開業
- 1905年4月3日：土橋 - 虎ノ門間開業
- 1909年頃：土橋 - 虎ノ門間新線建設のため撤去
- 1909年11月23日：新橋 - 虎ノ門間新線開業、土橋 - 二葉町間開業
- 1922年8月20日：二葉町 - 芝口一丁目間開業
- 1924年6月21日：芝口一丁目 - 木挽町四丁目（三原橋）間開業 新設停留場、木挽町六丁目
- 1944年5月4日：三原橋 - 汐留間廃止
- 1961年4月1日：新橋駅前 - 汐留間廃止
- 1967年12月10日：廃止

お茶の水線（13・19系統）
飯田橋 - 水道橋 - 御茶ノ水 - 外神田二丁目 - 万世橋 - 秋葉原駅東口
- 1905年4月5日：お茶の水 - 東竹町間開業
- 1905年5月12日：東竹町 - 神楽坂間開業（飯田橋開業?）
- 1905年11月23日：お茶の水 - 松住町（外神田二丁目）間開業
- 1907年7月25日：松住町 - 万世橋間開業
- 1958年4月25日：万世橋 - 秋葉原駅東口間開業
- 1970年3月27日：飯田橋 - 外神田二丁目、万世橋 - 秋葉原駅東口間廃止
- 1971年3月18日：廃止

#### 東京鉄道が一部または全部を敷設した路線
富坂線（16・17・39系統）
大曲 - 伝通院前 - 文京区役所前
- 1908年4月12日：（本郷三丁目） - 春日町（文京区役所前） - 小石川表町（伝通院前）間開業
- 1909年12月30日：大曲 - 小石川表町間開業
- 1968年9月29日：大曲 - 伝通院間廃止
- 1971年3月18日：廃止

白山線（2・18・35系統）
文京区役所前 - 白山上
- 1909年1月20日：春日町（文京区役所前） - 指ヶ谷町間開業
- 1910年4月30日：指ヶ谷町 - 白山上間開業
- 1968年2月25日：廃止

高橋線（23系統）
門前仲町 - 深川一丁目 - 高橋 - 森下町 - 緑町一丁目
福島橋（永代二丁目） - 亀住町（深川一丁目）を洲崎線より編入？
- 1908年6月13日：深川（深川一丁目） - 本所（緑町一丁目）間開業
- 1916年3月1日：深川一丁目 - 門前仲町間開業、深川一丁目 - 黒江町間を廃止し、門前仲町経由に変更
- 1972年11月12日：廃止

和泉橋線（13・21系統）
土州橋 - 水天宮前 - 人形町 - 小伝馬町 - 岩本町 - 秋葉原駅東口 - 御徒町駅前 - 上野駅前
水天宮前 - 人形町は築地線より編入
上野駅前周辺（昭和通り）はセンターリザベーション化されていた
- 1904年5月15日：（数寄屋橋） - 水天宮前 - 人形町 - （両国）間開業
- 1910年9月2日：人形町 - 車坂町（上野駅前付近）間開業
- 1923年4月15日：土州橋 - 水天宮前間開業 新設停留場、土州橋
- 1944年5月4日：土州橋 - 水天宮前間廃止
- 1969年10月26日：水天宮前 - 岩本町、秋葉原駅東口 - 上野駅前間廃止
- 1970年3月27日：廃止

三ノ輪線（21・31系統）
上野駅前 - 下谷二丁目 - 三ノ輪車庫前 - 三ノ輪橋 - 千住大橋
上野駅前周辺はセンターリザベーション化されていた
- 1908年6月16日：車坂町（上野駅前付近） - 坂本四丁目間開業
- 1910年4月11日：坂本二丁目 - 金杉上町間開業
- 1911年4月16日：三ノ輪橋 - 下谷三島神社間開業
- 1912年12月29日：三ノ輪橋 - 千住大橋間開業
- 1968年2月25日：三ノ輪橋 - 千住大橋間廃止
- 1969年10月26日：廃止

水道橋線（2・17・18・35系統）
新常盤橋 - 神田橋 - 錦町河岸 - 神保町 - 水道橋 - 後楽園 - 文京区役所前
新常盤橋 - 錦町河岸は錦町線より編入
- 1904年12月8日：新常盤橋 - 錦町河岸間開業
- 1908年4月12日：神保町 - 春日町（文京区役所前）間開業
- 1920年5月26日：錦町河岸 - 神保町間開業 新設停留場、一ツ橋（商科大学前）、錦町河岸
- 1968年3月31日：廃止

古川線（4・5・7・8・34系統）
天現寺橋 - 古川橋 - 麻布十番 - 赤羽橋 - 芝園橋 - 金杉橋
一の橋周辺はセンターリザベーション化されていた
- 1908年11月18日：天現寺橋 - 四ノ橋間開業
- 1908年12月29日：四ノ橋 - 一ノ橋間開業
- 1909年6月22日：一ノ橋 - 赤羽橋間開業
- 1911年12月26日：赤羽橋 - 芝園橋間開業
- 1914年3月15日：芝園橋 - 金杉橋間開業
- 1969年10月26日：廃止

大塚線（16・17系統）
伝通院前 - 大塚三丁目 - 新大塚 - 大塚車庫前 - 大塚駅前
- 1910年10月14日：伝通院前 - 大塚窪町（大塚三丁目）間開業
- 1911年11月2日：大塚窪町 - 大塚郡市境界間開業
- 1913年4月5日：大塚郡市境界 - 大塚駅前間開業
- 1971年3月18日：廃止

巣鴨線（2・18・35系統）
白山上 - 東洋大学前 - 千石一丁目 - 巣鴨駅前 - 巣鴨車庫前
- 1910年4月30日：（指ヶ谷町） - 白山上 - 白山下間開業
- 1911年7月14日：白山下 - 小石川原町（東洋大学前 - 千石一丁目間）間開業
- 1911年11月2日：小石川原町 - 小石川郡市境界間開業
- 1912年4月30日：小石川郡市境界 - 巣鴨橋（巣鴨車庫前）間開業
- 1968年2月25日：廃止

千住線（22系統）
駒形二丁目 - 浅草 - 隅田公園 - 泪橋 - 南千住
- 1908年4月12日：（雷門） - 浅草 - 吉野町間開業
- 1909年4月18日：吉野町 - 泪橋間開業
- 1910年7月28日：泪橋 - 南千住間開業
- 1921年3月26日：駒形二丁目 - 浅草間開業
- 1971年3月18日：廃止

#### 王子電気軌道が敷設した路線
三河島線（27系統：現・荒川線）
三ノ輪橋 - 熊ノ前
大半が専用軌道
- 1913年4月1日：開業

荒川線（27・32系統：現・荒川線）
熊ノ前 - 荒川車庫前 - 梶原 - 栄町 - 王子駅前
大半が専用軌道
- 1913年4月1日：熊ノ前 - 飛鳥山下（梶原）間開業
- 1913年10月31日：飛鳥山下 - 栄町間開業
- 1925年11月12日：栄町 - 王子駅前間開業

赤羽線（27系統）
王子駅前 - 神谷橋 - 赤羽
- 1926年3月28日：王子柳田 - 神谷橋間開業
- 1927年12月15日：神谷橋 - 赤羽間開業
- 1932年12月1日：王子駅前 - 王子柳田間開業
- 1972年11月12日：廃止

滝野川線（32系統：現・荒川線）
王子駅前 - 飛鳥山 - 新庚申塚 - 大塚駅前
大半が専用軌道
- 1911年8月20日：飛鳥山 - 大塚駅前間開業
- 1915年4月17日：王子（鉄道線の南側） - 飛鳥山間開業
- 1928年：王子駅前 - 王子間開業

早稲田線（32系統：現・荒川線）
大塚駅前 - 東池袋四丁目 - 鬼子母神前 - 面影橋 - 早稲田
大半が専用軌道
- 1925年11月12日：大塚駅前 - 鬼子母神前間開業
- 1928年12月25日：鬼子母神前 - 面影橋間開業
- 1930年3月30日：面影橋 - 早稲田間開業
- 1932年1月17日：早稲田停留所移設

#### 城東電気軌道が敷設した路線
小松川線（25・29・38系統）
錦糸堀 - 亀戸駅前 - 水神森 - 小松川四丁目 - 浅間前 - 西荒川
亀戸駅前周辺（京葉道路）はセンターリザベーション化されていた
浅間前付近に専用軌道あり
- 1917年12月30日：錦糸町 - 小松川（四丁目）間開業

錦糸町駅は錦糸堀交差点南東角の現在は東京トラフィック錦糸町ビルが在るビルの一階に位置していた。
- 1926年3月1日：小松川 - 西荒川間開業
- 1947年9月1日：錦糸堀停留所を移設し、江東橋線と接続
- 1968年9月29日：水神森 - 西荒川廃止
- 1972年11月12日：廃止

砂町線（29・38系統）
水神森 - 竪川通 - 大島一丁目 - 境川 - 南砂三丁目 - 東陽公園前 - 洲崎
竪川通および南砂町付近に専用軌道あり。また後者には都電の最低地点（海抜0m以下）があった。
- 1920年12月28日：水神森 - 小名木川（大島一丁目）間開業
- 1924年7月11日：小名木川 - 仙気稲荷前（南砂三丁目）間開業
- 1927年3月8日：仙気稲荷前 - 東陽公園前間開業（のち東陽公園前 - 洲崎は洲崎線に統合）
- 1928年6月3日：東陽公園前 - 洲崎（旧）間開業
- 1929年5月7日：洲崎（旧） - 洲崎間開業
- 1972年11月12日：廃止

一之江線（26系統：通称・今井線）
東荒川 - 今井橋
一部複線。荒川を挟んで他路線との連絡が無く、離れ小島的存在（西荒川との間に架橋する計画があったが実現せず）
- 1925年12月31日：開業
- 1952年5月19日：廃止（翌日からトロリーバスが今井橋 - 上野公園を新規運行）

#### 玉川電気鉄道が敷設した路線
天現寺橋線（8・34系統）
渋谷駅前 - 渋谷橋 - 天現寺橋
- 1921年6月11日：渋谷 - 渋谷橋間開業
- 1924年5月21日：渋谷橋 - 天現寺橋間開業
- 1937年7月27日：渋谷駅前停留所を東口へ移設（のちの東急玉川線と線路分断）
- 1969年10月26日：廃止

中目黒線（8系統）
渋谷橋 - 中目黒
- 1927年3月29日：開業
- 1967年12月10日：廃止

#### 西武軌道が敷設した路線
高円寺線・荻窪線は杉並線の通称を持っていた。これらは軌間が1067mmであった。
高円寺線（14系統：通称杉並線）
新宿駅前 - 高円寺一丁目
開業時には高円寺一丁目停留所は存在せず
- 1921年8月25日：淀橋 - 荻窪間開業
- 1922年12月1日：角筈 - 淀橋間開業
- 1926年9月15日：新宿駅前（東口） - 角筈間開業
- 1944年5月4日：新宿駅前 - 角筈一丁目（上記角筈と同一停留所。のちの新宿駅前）間休止
- 1963年12月1日：廃止

荻窪線（14系統：通称杉並線）
高円寺一丁目 - 杉並車庫前 - 荻窪駅前
- 1921年8月25日：開業
- 1956年1月29日：荻窪駅前停留所を移設（南口から天沼陸橋を渡り、北口へ）
- 1963年12月1日：廃止

#### その他の路線
新大橋線（9・36系統）
茅場町 - 水天宮前 - 浜町中ノ橋 - 新大橋 - 森下町 - 菊川二丁目 - 住吉町二丁目
茅場町 - 水天宮前は築地線より編入
- 1912年12月15日：蛎殻町 - 伊予橋間開業
- 1913年2月26日：伊予橋 - 菊川橋（のち停留所廃止）間開業
- 1922年12月7日：菊川橋 - 猿江裏町（住吉町二丁目）間開業 新設停留場、東町、猿江裏町
- 1971年3月18日：廃止

札の辻線（3・8系統）
飯倉一丁目 - 赤羽橋 - 札ノ辻
- 1912年6月7日：開業
- 1967年12月10日：廃止

恵比寿線（豊沢線、天現寺線とも）
天現寺橋 - 伊達跡 - 恵比寿長者丸
元々は外濠線が免許を取得していた路線。池上方面への延伸計画があったが実現せず
- 1913年4月27日：天現寺橋 - 恵比寿（伊達跡）間開業
- 1922年7月30日：伊達跡 - 恵比寿長者丸間開業 新設停留場、えびす長者丸、停留場名改称、えびす→伊達跡
- 1944年5月4日：廃止

六本木線（3・8・33系統）
浜松町一丁目 - 御成門 - 神谷町 - 飯倉一丁目 - 六本木 - 北青山一丁目
- 1911年8月1日：御成門 - 麻布台町（六本木?）間開業
- 1912年6月7日：青山一丁目 - 六本木間開業
- 1915年5月25日：宇田川町（浜松町一丁目） - 御成門間開業
- 1969年10月26日：廃止

伊皿子線（4・5・7系統）
古川橋 - 魚籃坂下 - 泉岳寺
- 1913年9月13日：古川橋 - 白金志田町（魚籃坂下）間開業
- 1919年9月18日：白金志田町（魚籃坂下） - 車町（泉岳寺前）間開業 新設停留場、伊皿子（2）、泉岳寺前、停留場名改称、伊皿子（1）→田町九丁目、白金志田町→魚籃坂下
- 1969年10月26日：廃止

目黒線（4・5系統）
魚籃坂下 - 清正公前 - 上大崎 - 目黒駅前
- 1913年9月13日：（古川橋） - 白金志田町 - 白金郡市境界（白金火薬庫前（上大崎））間開業
- 1914年2月6日：白金郡市境界（元白金火薬庫前） - 目黒駅前間開業
- 1967年12月10日：廃止

角筈線（13系統）
飯田橋 - 若松町 - 東大久保 - 大久保車庫前 - 新田裏 - 四谷三光町
東大久保（抜弁天） - 新田裏間は専用軌道
新田裏（新宿六丁目交差点・日清食品本社横） - 角筈（新宿区役所前交差点・新宿ピカデリー前）
- 1912年12月28日：飯田橋 - 焼餅坂間開業
- 1913年6月6日：焼餅坂 - 若松町間開業
- 1913年12月29日：若松町 - 東大久保間開業
- 1914年5月7日：東大久保 - 新宿角筈間開業 新設停留場、天神前、前田莆、新田裏、北裏通、角筈、新宿三丁目
- 1948年12月25日：四谷三光町経由に変更。旧線は大久保車庫への回送線となる（ ゴールデン街をかすめる専用軌道）。
- 1953年6月1日：角筈 - 新宿駅前（旧角筈）間廃止。新宿駅前を新宿線に統合。
- 1970年3月27日：廃止

霞町線（6系統）
溜池 - 六本木 - 西麻布 - 南青山五丁目
- 1914年9月6日：（麻布三河台） - 六本木 - 青山六丁目（南青山五丁目）間開業　新設停留場、青山六丁目、南町六丁目、高樹町、笄坂上、霞町、霞町坂上、材木町
- 1925年6月6日：溜池 - 六本木間開業
- 1967年12月10日：廃止

淡路町線（37系統）
淡路町 - 外神田二丁目 - 外神田三丁目
- 1922年3月8日：松住町（外神田二丁目） - 旅篭町（外神田三丁目）間開業
- 1929年7月19日：佐柄木町（淡路町） - 松住町間開業
- 1967年12月10日：廃止

駒込線（19系統）
向丘二丁目 - 上富士前 - 駒込橋 - 駒込駅前
- 1917年6月4日：本郷肴町（向丘二丁目） - 駒込富士前町間開業 新設停留場、本郷肴町（旧駒込肴町）、吉祥寺町、上富士前町、駒込橋
- 1922年4月10日：駒込富士前町 - 駒込橋間開業
- 1923年4月15日：駒込橋 - 駒込車庫前（駒込駅前）間開業
- 1971年3月18日：廃止

飛鳥山線（19系統）
駒込駅前 - 飛鳥山
- 1923年4月15日：開業 新設停留場、駒込橋、滝野川役場前、蚕糸学校前、一里塚、飛鳥山
- 1949年12月1日：飛鳥山で滝野川線（旧王電路線）に接続
- 1971年3月18日：廃止

動坂線（20・37・40系統）
上野公園 - 動坂下 - 神明町車庫前 - 上富士前 - 千石一丁目
上野公園前 - 根津一丁目間（上野不忍池畔）は専用軌道
- 1917年7月27日：上野三橋（上野公園） - 動坂下（駒込動坂町）間開業 新設停留場、上野公園、不忍弁天前、上野東照宮下、池之端七軒町、逢初橋、根津八重垣町、駒込千駄木町、団子坂下町、駒込坂下町、道灌山下、駒込動坂下
- 1921年9月16日：動坂下 - 神明町間開業 新設停留場、神明町車庫前
- 1921年12月28日：神明町 - 上富士前町間開業
- 1922年2月21日：上富士前町 - 駕篭町（千石一丁目）間開業
- 1971年3月18日：廃止

護国寺線（17・20系統）
千石一丁目 - 大塚三丁目 - 護国寺前
- 1921年12月28日：駕篭町（千石一丁目） - 大塚仲町（大塚三丁目）間開業 新設停留場、丸山町、氷川下町
- 1924年7月16日：大塚仲町 - 護国寺前間開業 新設停留場、護国寺前
- 1971年3月18日：廃止

千束線（31系統）
蔵前一丁目 - 三筋二丁目 - 菊屋町 - 入谷二丁目 - 三ノ輪車庫前
- 1921年3月31日：三ノ輪車庫前 - 松清町間開業
- 1921年8月1日：松清町 - 蔵前一丁目間開業 新設停留場、御蔵前片町、瓦町、南元町、廃止停留場、森田町、茅町、須賀橋
- 1969年10月26日：廃止

丸ノ内線（28・31系統）
丸ノ内一丁目 - 東京駅丸ノ内北口 - 丸ノ内南口 - 都庁前
- 1921年3月31日：丸の内一丁目 - 八重洲町（丸ノ内南口）間開業
- 1926年5月8日：丸ノ内南口 - 都庁前間開業
- 1944年5月4日：丸ノ内南口 - 都庁前間廃止（戦後復活）
- 1969年10月26日：廃止

八丁堀線（5系統）
馬場先門 - 都庁前 - 鍛冶橋 - 京橋 - 桜橋 - 永代橋
- 1920年2月22日：鍛冶橋 - 霊岸島塩町（永代橋?）間開業
- 1920年7月11日：馬場先門 - 鍛冶橋間開業
- 1967年12月10日：廃止

月島線（23系統）
門前仲町 - 月島
- 1923年7月29日：開業 新設停留場、新設停留場、越中島、新佃島、月島通二丁目、月島通五丁目、月島通八丁目
- 1972年11月12日：廃止

両国駅引込線（12系統）
両国二丁目 - 両国駅前
- 1915年11月1日：開業
- 1968年3月31日：廃止

芝浦線
東京港口 - 芝浦二丁目
船路橋（後述）を渡る
- 1910年：芝浦に東京市電気局の工場が建ち、出入庫線が設けられる
- 1926年4月1日：南浜町 - 芝浦二丁目間開業、旅客営業開始 新設停留場、南浜町、竹芝橋、芝浦町二丁目。のちに南浜町 - 本芝一丁目（→芝橋→東京港口）延長
- 1944年5月4日：旅客営業休止
- 1969年10月26日：非営業線廃止

五反田線（4系統）
清正公前 - 白金猿町 - 五反田駅前
- 1927年8月16日：清正公前 - 白金猿町間開業 新設停留場、二本榎、白金猿町
- 1933年11月6日：白金猿町 - 五反田駅前間開業
- 1967年12月10日：廃止

音羽線（20系統）
護国寺前 - 江戸川橋 - 矢来下
- 1928年12月11日：開業
- 1944年5月4日：江戸川橋 - 矢来下間廃止
- 1971年3月18日：廃止

板橋線（18・41系統）
後述の志村線に含めることもある。
巣鴨車庫前 - 新庚申塚 - 西巣鴨 - 板橋五丁目
- 1929年4月19日：巣鴨二丁目（→巣鴨車庫前） - 西巣鴨町（→西巣鴨）間開業
- 1929年5月27日：西巣鴨町 - 下板橋間開業
- 1966年5月29日：廃止

志村線（18・41系統）
板橋五丁目 - 志村坂上 - 志村橋
- 1944年7月5日：下板橋 - 新板橋（→板橋町十丁目→板橋十丁目→板橋本町）間開業
- 1944年10月5日：板橋町十丁目 - 志村（→志村坂上）間開業
- 1955年6月10日：志村坂上 - 志村橋間開業
- 1966年5月29日：廃止

北千住線（21系統）
千住大橋 - 北千住駅 - 千住新橋（→千住四丁目）
- 1928年7月16日：開業
- 1968年2月25日：廃止

向島線（30系統）
本所吾妻橋 - 言問橋 - 向島五丁目 - 東向島三丁目
- 1931年3月23日：吾妻橋（吾妻橋二丁目→本所吾妻橋） - 向島（向島須崎町→向島五丁目）間開業
- 1950年12月25日：向島須崎町 - 寺島町（寺島町二丁目→東向島三丁目）間開業
- 1969年10月26日：廃止

石原線（16系統）
石原町一丁目 - 大平町三丁目 - 錦糸町駅前（北口）
大平町三丁目 - 亀戸天神橋
- 1928年12月8日：石原町（石原町一丁目） - 亀戸天神（亀戸天神橋）間開業
- 1949年11月1日：太平町三丁目 - 錦糸町駅前間開通に伴い、亀戸天神橋 - 太平町三丁目間撤去
- 1971年3月18日：廃止

猿江線（28・36系統）
錦糸町駅前（南口） - 錦糸堀 - 住吉町二丁目 - 東陽公園前
- 1930年9月3日：錦糸堀 - 東陽公園前 - 木場町間開業 猿江町、小名木川橋、千田町、化学工業学校前、豊住町、東陽公園前、洲崎、停留場名変更、洲崎→木場（東陽公園前 - 洲崎間は城東電気軌道と共用）
- 1958年5月29日：錦糸町駅前 - 錦糸堀間開業
- 1972年11月12日：廃止

葛西橋線（29系統）
境川 - 葛西橋
- 1944年5月5日：境川 - 葛西橋間開業 新設停留場、南砂町六丁目、葛西橋
- 1972年11月12日：廃止

池袋線（17系統）
武蔵野鉄道が持っていた軌道敷設権 を1938年に東京市が譲受したもの
護国寺前 - 東池袋四丁目 - 池袋駅前
- 1939年4月1日：開業
- 1969年10月26日：廃止

戸塚線（15系統）
高田馬場駅前 - 面影橋
- 1949年12月1日：開業
- 1968年9月29日：廃止

勝鬨橋線（11系統）
築地 - 月島
勝鬨橋で橋が跳ね上がる際は都電も運休した（橋が開閉しなくなったのは都電撤去後）。
築地電停、月島電停の位置は、いずれも現在の地下鉄駅とは異なっている（築地電停は現在の東銀座駅、月島電停は現在の勝どき駅の位置にあった）。
- 1913年12月29日：築地 - 林病院前（築地五丁目）間開業
- 1944年10月1日：築地 - 築地五丁目間廃止
- 1944年12月25日：築地 - 勝鬨橋間開業 新設停留場、勝鬨橋
- 1946年4月6日：勝鬨橋 - 月島八丁目間開業
- 1968年9月29日：廃止

### 系統
太平洋戦争後、一之江線（通称今井線、26系統）廃止前の系統数41は日本の路面電車史上最多である。とはいえ、放射状に広がる広大な路線網を効率的に運行するため、各系統の独立性が高く、単一系統しか通過しない区間も多かった。同じ理由により、他都市（例：京都市電）で見られた循環系統も存在しない。
なお、この全41系統は一時期にすべて揃っていたわけではない（26系統の廃止後に41系統が新設された）。1974年10月1日をもって、それまで残っていた27系統と32系統が「荒川線」として統一され、系統番号は消滅した。
| 1系統                        | 品川駅前 - （品川線） - 三田 - （金杉線） - 新橋 - （本通線） - 須田町 - （上野線） - 上野駅前 |
| 1系統                        | 1系統は14m級の大型車の運行が可能な路線であったため、2501形、5000形、5500形が運行していた実績があった。 |
| 2系統                        | 三田 - （三田線） - 日比谷公園 - （神田橋線） - 神田橋 - （水道橋線） - 文京区役所前 - （白山線） - 白山上 - （巣鴨線） - 東洋大学前                                                                           |
| 2系統                        | 東洋大学前電停は都電に数多くあった大学前電停で唯一の系統終点となっていた。 |
| 3系統                        | 品川駅前 - （品川線） - 札ノ辻 - （札の辻線） - 飯倉一丁目 - （六本木線） - 神谷町 - （虎ノ門線） - 虎ノ門 - （溜池線） - 四谷見附 - （牛込線） - 飯田橋                                                       |
| 4系統                        | 五反田駅前 - （五反田線） - 清正公前 - （目黒線） - 魚籃坂下 - （伊皿子線） - 古川橋 - （古川線） - 金杉橋 - （金杉線） - 新橋 - （本通線） - 銀座二丁目                                                       |
| 5系統                        | 目黒駅前 - （目黒線） - 魚籃坂下 - （伊皿子線） - 古川橋 - （古川線） - 芝園橋 - （三田線） - 日比谷公園 - （神田橋線） - 馬場先門 - （八丁堀線） - 永代橋                                                     |
| 6系統                        | 渋谷駅前 - （青山線） - 南青山五丁目 - （霞町線） - 溜池 - （溜池線） - 虎ノ門 - （蓬莱橋線） - 新橋 |
| 6系統                        | 1961年以前は新橋の先、汐留まで運転されていた。 |
| 7系統                        | 四谷三丁目 - （信濃町線） - 北青山一丁目 - （広尾線） - 天現寺橋 - （古川線） - 古川橋 - （伊皿子線） - 泉岳寺 - （品川線） - 品川駅前                                                                         |
| 7系統                        | 1967年12月10日より運転区間を四谷三丁目 - 泉岳寺間に短縮。 |
| 8系統                        | 中目黒 - （中目黒線） - 渋谷橋 - （天現寺橋線） - 天現寺橋 - （古川線） - 赤羽橋 - （札の辻線） - 飯倉一丁目 - （六本木線） - 神谷町 - （虎ノ門線） - 桜田門 - （半蔵門線） - 日比谷公園 - （築地線） - 築地   |
| 9系統                        | 渋谷駅前 - （青山線） - 三宅坂 - （半蔵門線） - 日比谷公園 - （築地線） - 茅場町 - （新大橋線） - 浜町中ノ橋（一部新佃島・森下町まで延長）                                                                     |
| 9系統                        | 1963年10月1日より青山一丁目 - 三宅坂間の撤去に伴い青山一丁目 - 桜田門間を、 青山一丁目 - （六本木線） - 六本木 - （霞町線） - 溜池 - （溜池線） - 虎ノ門 - （虎の門線） - 桜田門に経路変更。                   |
| 9系統                        | 1967年12月10日より霞町線・溜池線の撤去に伴い青山一丁目 - 桜田門間を、 青山一丁目 - （六本木線） - 神谷町 - （虎の門線） - 桜田門に経路変更。                                                                   |
| 10系統                       | 渋谷駅前 - （青山線） - 三宅坂 - （半蔵門線） - 半蔵門 - （番町線） - 九段上 - （九段線） - 小川町 - （両国橋線） - 須田町                                                                                     |
| 10系統                       | 1963年10月1日より青山一丁目 - 三宅坂間と番町線の撤去に伴い青山一丁目 - 九段上間を、 青山一丁目 - （信濃町線） - 四谷三丁目 - （新宿線） - 四谷見附 - （牛込線） - 市ヶ谷見附 - （市谷線） - 九段上に経路変更。 |
| 11系統                       | 新宿駅前 - （新宿線） - 半蔵門 - （半蔵門線） - 日比谷公園 - （築地線） - 築地 - （勝鬨橋） - 月島（一部新佃島まで延長）                                                                                       |
| 11系統                       | 11系統は13m級の大型車の運行が可能な路線であったため、2501形、5000形が運行していた実績があった。 |
| 12系統                       | 新宿駅前 - （新宿線） - 四谷見附 - （牛込線） - 市ヶ谷見附 - （市ヶ谷線） - 九段上 - （九段線） - 小川町 - （両国橋線） - 両国二丁目 - （両国駅引込線） - 両国駅前                                             |
| 12系統                       | 12系統は13m級の大型車の運行が可能な路線であったため、2501形、5000形が運行していた実績があった。1968年3月31日より運転区間を新宿駅前 - 岩本町間に短縮。                                                          |
| 13系統                       | 新宿駅前 - （新宿線） - 四谷三光町 - （角筈線） - 飯田橋 - （お茶の水線） - 秋葉原駅東口 - （和泉橋線） - 水天宮前                                                                                             |
| 13系統                       | 1968年3月31日より運転区間を新宿駅前 - 岩本町間に短縮。 |
| 14系統 （杉並線）            | 新宿駅前 - （高円寺線） - 高円寺一丁目 - （荻窪線） - 荻窪駅前 |
| 15系統                       | 高田馬場駅前 - （戸塚線） - 面影橋 - （早稲田線） - 早稲田 - （江戸川線） - 九段下 - （九段線） - 小川町 - （神田橋線） - 大手町 - （千代田橋線） - 茅場町（一部洲崎まで延長）                                 |
| 16系統                       | 大塚駅前 - （大塚線） - 伝通院前 - （富坂線） - 文京区役所前 - （切通線） - 上野広小路 - （厩橋） - 本所一丁目 - （業平線） - 石原町一丁目 - （石原線） - 錦糸町駅前                                           |
| 17系統                       | 池袋駅前 - （池袋線） - 護国寺前 - （護国寺線） - 大塚三丁目 - （大塚線） - 伝通院前 - （富坂線） - 文京区役所前 - （水道橋線） - 新常盤橋 - （土橋線） - 数寄屋橋                                             |
| 17系統                       | 1968年3月31日より運転区間を池袋駅前 - 文京区役所前間に短縮。 |
| 18系統                       | 志村坂上 - （志村線） - 板橋駅前 - （板橋線） - 巣鴨車庫前 - （巣鴨線） - 白山上 - （白山線） - 文京区役所前 - （水道橋線） - 神田橋                                                                           |
| 19系統                       | 王子駅前 - （滝野川線） - 飛鳥山 - （飛鳥山線） - 駒込駅前 - （駒込線） - 向丘二丁目 - （本郷線） - 外神田二丁目 - （お茶の水線） - 万世橋 - （上野線） - 須田町 - （本通線） - 通三丁目                       |
| 20系統                       | 江戸川橋 - （音羽線） - 護国寺前 - （護国寺線） - 千石一丁目 - （動坂線） - 上野公園 - （上野線） - 須田町 |
| 21系統                       | 千住四丁目 - （北千住線） - 千住大橋 - （三ノ輪線） - 上野駅前 - （和泉橋線） - 水天宮前 |
| 21系統                       | 1968年2月25日より運転区間を三ノ輪橋 - 水天宮前間に短縮。 |
| 22系統                       | 南千住 - （千住線） - 駒形二丁目 - （蔵前線） - 浅草橋 - （室町線） - 室町三丁目 - （本通線） - 新橋 |
| 22系統                       | 臨時系統扱いの支線（駒形二丁目 - 雷門）あり。 1967年12月10日より運転区間を南千住 - 日本橋間に短縮。 |
| 23系統                       | 福神橋 - （業平線） - 緑町一丁目 - （高橋線） - 門前仲町 - （月島線） - 月島 |
| 24系統                       | 福神橋 - （業平線） - 本所吾妻橋 - （吾妻橋線） - 上野駅前 - （上野線） - 須田町 |
| 25系統                       | 西荒川 - （小松川線） - 錦糸堀 - （江東橋線） - 両国二丁目 - （両国橋線） - 小川町 - （神田橋線） - 日比谷公園                                                                                                 |
| 25系統                       | 1968年3月31日より運転区間を西荒川 - 須田町間に短縮。 |
| 26系統 （1952年5月19日廃止） | 東荒川 - （一之江線） - 今井橋 |
| 27系統                       | 三ノ輪橋 - （三河島線） - 熊ノ前 - （荒川線） - 王子駅前 - （赤羽線） - 赤羽 |
| 27系統                       | 1972年11月12日より運転区間を三ノ輪橋 - 王子駅前間に短縮。 |
| 27系統                       | 1974年10月1日より32系統と統合し都電荒川線となる。 |
| 28系統                       | 錦糸町駅前 - （猿江線） - 東陽公園前 - （洲崎線） - 永代橋 - （千代田橋線） - 丸ノ内一丁目 - （丸ノ内線） - 都庁前                                                                                             |
| 28系統                       | 1969年10月26日より運転区間を錦糸町駅前 - 日本橋間に短縮。 |
| 29系統                       | 葛西橋 - （葛西橋線） - 境川 - （砂町線） - 水神森 - （小松川線） - 錦糸堀 - （江東橋線） - 両国二丁目 - （両国橋線） - 須田町                                                                                 |
| 30系統                       | 東向島三丁目 - （向島線） - 本所吾妻橋 - （吾妻橋線） - 上野駅前 - （上野線） - 須田町 |
| 31系統                       | 三ノ輪橋 - （三河島線） - 三ノ輪車庫 - （千束線） - 蔵前一丁目 - （蔵前線） - 浅草橋 - （室町線） - 丸ノ内一丁目 - （丸ノ内線） - 都庁前                                                                       |
| 32系統                       | 荒川車庫前 - （荒川線） - 王子駅前 - （滝野川線） - 大塚駅前 - （早稲田線） - 早稲田 |
| 32系統                       | 1974年10月1日より27系統と統合し都電荒川線となる。 |
| 33系統                       | 四谷三丁目 - （信濃町線） - 北青山一丁目 - （六本木線） - 浜松町一丁目 |
| 34系統                       | 渋谷駅前 - （天現寺橋線） - 天現寺橋 - （古川線） - 古川橋 - 金杉橋 |
| 35系統                       | 巣鴨車庫前 - （巣鴨線） - 白山上 - （白山線） - 文京区役所前 - （水道橋線） - 神田橋 - （神田橋線） - 日比谷公園 - （三田線） - 西新橋一丁目                                                                   |
| 36系統                       | 錦糸町駅前 - （猿江線） - 住吉町二丁目 - （新大橋線） - 茅場町 - （築地線） - 築地 |
| 37系統                       | 三田 - （三田線） - 日比谷公園 - （神田橋線） - 小川町 - （両国橋線） - 淡路町 - （淡路町線） - 外神田三丁目 - （上野線） - 上野公園 - （動坂線） - 千駄木二丁目                                               |
| 38系統                       | 錦糸堀車庫前 - （江東橋線） - 錦糸堀 - （小松川線） - 水神森 - （砂町線） - 東陽公園前 - （洲崎線） - 永代橋 - （千代田橋線） - 日本橋                                                                         |
| 38系統                       | 1971年3月18日より運転区間を錦糸堀車庫前 - 門前仲町間に短縮。 |
| 39系統                       | 早稲田 - （江戸川線） - 大曲 - （富坂線） - 文京区役所前 - （切通線） - 上野広小路 - （厩橋） - 厩橋 |
| 40系統                       | 神明町車庫前 - （動坂線） - 上野公園 - （上野線） - 須田町 - （本通線） - 銀座七丁目 |
| 41系統                       | 志村橋 - （志村線） - 板橋駅前 - （板橋線） - 巣鴨車庫前 |
| 臨時1系統                    | 三田 - （金杉線） - 新橋 - （本通線） - 室町三丁目 - （室町線） - 浅草橋 - （蔵前線） - 雷門 |
| 臨時1系統                    | 日曜・祝日の朝 - 夕方運転。 |
| 臨時20系統                   | 池袋駅前 - （池袋線） - 護国寺前 - （護国寺線） - 千石一丁目 - （動坂線） - 上野公園 - （上野線） - 上野広小路（日曜祝日運行）                                                                                 |
| 臨時20系統                   | 神明町車庫前 - （動坂線） - 上野公園 - （上野線） - 須田町 - （本通線） - 通三丁目（日曜祝日運行） |
| 臨時22系統                   | 雷門 - （蔵前線） - 浅草橋 - （室町線） - 室町三丁目 - （本通線） - 新橋 |
| 臨時29系統                   | 葛西橋 - （葛西橋線） - 境川 - （砂町線） - 東陽公園前 - （州崎線） - 永代橋 - （千代田橋線） - 日本橋（朝夕のみ運行）                                                                                         |
| 臨時30系統                   | 寺島町二丁目 - （向島線） - 吾妻橋二丁目 - （業平線） - 東両国緑町 - （高橋線） - 門前仲町 - （月島線） - 月島通八丁目                                                                                         |
| 臨時30系統                   | 毎日朝夕運転。 |

## 廃線跡
都電は道路を運行していたため、廃線跡はほとんどの場合道路に埋もれてしまい、現存していない。しかし、一部の専用軌道など、廃線跡として残っているものもある。

### 船路橋
港区芝浦二丁目にあった、都電の車両工場へ繋がる専用の橋である船路橋は、21世紀初頭まで残っていた都電の数少ない廃線跡であった。対岸の工場跡には難民やホームレスの収容施設が建てられたこともあった。しかし、工場跡地を含む一帯が芝浦アイランドとして再開発されるのに伴い撤去された。
2007年5月28日に、同じ場所に新しい船路橋が歩行者専用橋として架けられ、橋上には来歴にちなんでタイルでレールをかたどった装飾が施されている。

### 城東電気軌道錦糸町駅
小松川線は東京地下鉄道（旧・城東電気軌道）の路線を継承したもので、錦糸町起点は1947年9月までは江東橋線錦糸堀電停とは繋がっておらず、錦糸町駅前交差点南東角の白木屋錦糸町店の1階に位置しており、そこから京葉道路（国道14号）に出ていた（小松川線の項参照）。建物はその後東京都交通局の外郭団体が経営する「江東デパート」という名のショッピングビルになっていたが、老朽化のため隣接する富士銀行（現・みずほ銀行）錦糸町支店とともに1990年に東京トラフィック錦糸町ビルに建て替えられ、痕跡は残っていない。

### 亀戸緑道公園・竪川人道橋・大島緑道公園
砂町線は水神森から大島一丁目までは明治通りに沿うような形の専用軌道となっており、途中竪川を専用橋で渡っていたが、廃線後は竪川を境に以北は亀戸緑道公園、以南は大島緑道公園として整備され、専用橋は「竪川人道橋」としてそのまま歩行者専用橋に転用された。その後、竪川河川敷公園の整備と橋の老朽化に伴い、2011年9月に竪川人道橋は撤去され遊歩道の一部となり、橋のあった部分にはレールの装飾が設置されている。また、橋の北詰には、亀戸九丁目付近で使われていた実際のレールと、車輪のモニュメントとともに説明板が設置されており、南詰には橋のデータの説明板（橋の撤去後に設置）が設置されている。

### 南砂緑道公園
砂町線は南砂三丁目から南砂二丁目までも専用軌道になっていた。南砂三丁目交差点附近から西へ入って小名木川貨物線を潜り、江東南砂団地（旧：汽車会社東京支店工場跡地）をぐるりと囲むように東陽町まで延びていた専用軌道跡は、南砂緑道公園として整備されている。

### 西荒川付近
小松川線も亀戸九丁目より国道14号から外れて終点の西荒川まで専用軌道が続いていた。廃線後もしばらくの間空き地となっていたが整備され、江東区側の大部分は「浅間通り」と言う名称の道路として整備された。旧中川を渡っていた専用橋跡は1995年同じ場所に「亀小橋」という名称の道路橋が架橋された。道路橋から先は再開発事業に伴い、江戸川区さくらホールと新築移転後の小松川第二小学校の敷地、区道、病院の敷地にそれぞれ取り込まれ、また終点西荒川駅跡は首都高速7号小松川線の高架脇の側道となっているが、これも再開発事業に伴い周囲が更地となり、かつ2002年までにスーパー堤防として整備されたため地形も変形しており、面影はまったく残っていない。

### 一之江線

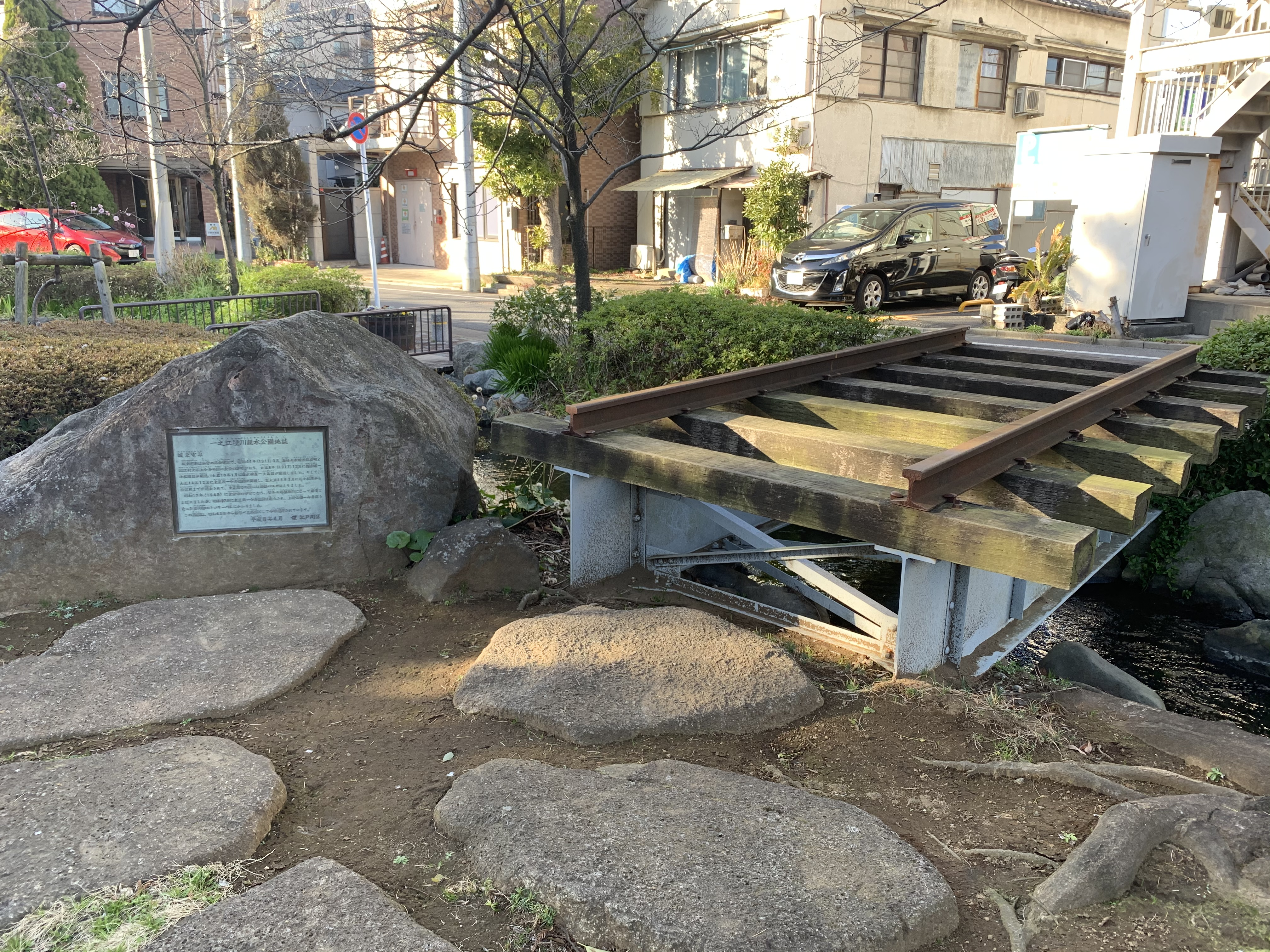
一之江境川親水公園にあるモニュメント

東荒川より今井橋までの全線は、今井街道の南に並行する専用軌道であった。起点の東荒川は首都高速7号小松川線高架下（小松川JCT付近）で、江戸川区によりかぶとむし児童遊園として整備された。以降の廃線跡の大部分は宅地・民有地化され、ごく一部が東小松川二丁目西児童遊園、東小松川二丁目児童遊園、貞明児童遊園として公園化されている。また、一之江境川親水公園の上にモニュメントとしてガーダー橋が架けられているが、都電の現役時と位置が異なっている。終点の今井橋は新大橋通りの高架下付近となっている。なお、廃線跡と交差する都営新宿線の一之江駅は一之江線の一之江電停跡ではなく、瑞江電停跡付近に立地している。

### 池ノ端地区
上野公園前より池ノ端二丁目までの区間。不忍池の畔の専用軌道跡は、入り口付近が下町風俗資料館となり、そのまま上野動物園までは公園内歩道として跡を辿ることができるが、モノレール高架下より先は動物園敷地のほか、上野グリーンクラブ敷地等の民地となっている。専用軌道から不忍通りに出る池之端二丁目電停跡地は台東区の手により池之端児童公園として整備され、線路が敷かれてその上に東京都交通局7500形電車（7506号）が設置され、静態保存されている。

### 面影橋分岐点
荒川線面影橋電停は1949年12月1日から1968年9月29日までは15系統戸塚線が分岐していて、北へ曲がる32系統早稲田線（現・荒川線）に対し、暫く専用軌道で直進し、南に曲がり、すぐ西に曲がって東京都道305号芝新宿王子線（明治通り）上に出ていた。

この分岐点は専用軌道であったが、東京都道8号千代田練馬田無線（新目白通り）が拡張されて道路敷地に取り込まれた。また現存する荒川線の軌道敷も道路中央に移設され、それまでの専用軌道は高戸橋方面に向かう車路になった。明治通りに出るまでの軌道敷跡は高戸橋交差点南東角の歩道になっている。この部分の歩道敷は植栽があり、他の部分より広い。

### 新宿遊歩道公園「四季の路」
靖国通りから大久保車庫に向かう回送線用専用軌道の跡で、現在は新宿遊歩道公園となっている。もともとは13系統が運行されていたが、1948年12月25日に13系統は明治通りから四谷三光町交差点で靖国通りに入る路線に付け替えられ、従来の軌道は翌1949年4月1日より回送用軌道として運用された。
新宿区役所前交差点から新宿六丁目交差点（新田裏）へ抜ける遊歩道として整備されていて、新宿ゴールデン街を囲むような線形となっている。

### 角筈終点
13系統は角筈から先も新宿通りに線路が向かっており、新宿通りとの交点に角筈終点があった。1953年6月1日に廃止され、跡地は区画整理され、現在は道路（新宿区道11-60号線）となっている。

### 大久保車庫周辺
東大久保（抜弁天）より新田裏（新宿六丁目交差点）までの区間。牛込より新宿駅方向にかけて下る坂道で、途中に大久保車庫があった。道路として整備され、現在は牛込より新宿駅方面への一方通行道路となっている。

### 信濃町駅前
信濃町駅南口に、中央線をまたぐ専用橋があった。現在は外苑東通りの道路敷に取り込まれているが、都電運行時はこの箇所にのみ道路が無く、道路は西側に外れて迂回しており都電の線路だけが南へ直進していた。

### 喰違見附
若葉一丁目から赤坂見附までの区間。専用軌道は両端から坂を下る形で見附跡のトンネルをくぐっていた。なお、このトンネルは都電唯一の専用トンネルだった。1963年7月にトンネルは廃止され、赤坂方は首都高速4号新宿線の敷地となり、トンネル入口は首都高速の赤坂トンネル入口に改築されている。四谷方は桜並木となっている。1963年より1967年12月までの同区間は外堀通り脇の専用軌道を単線で運行していたが、こちらは外堀通りの歩道となっている。

### 渋谷駅
1911年8月3日、前身の東京市街鉄道が渋谷地区まで延伸した際の終点は「中渋谷」であった。宮益坂下から渋谷川を渡り、山手線をくぐらずそのまま直角に向きを変えて山手線に沿い、現在の玉川通りを越えたところに中渋谷終点が位置していた。2022年現在は渋谷スクランブルスクエア東棟の敷地の一部となっている。
1923年3月29日より1957年3月25日まで、青山線の渋谷駅前電停は渋谷駅西口に位置していた。1938年からは東急百貨店東横店西館1階に食い込むように存在していたが、これは従来あった線路の上に建物が建築されたためである。線路跡やホーム跡は渋谷駅西口駅前広場となり、渋谷地下街の大階段出入口が建設されている。
一方、1937年7月27日に玉川電気鉄道（玉電）の渋谷駅が玉電ビル（上述の東急百貨店東横店西館）建設のため、玉川・下高井戸方面と天現寺橋方面に二分され、玉川・下高井戸方面は新築建物の二階に乗り入れることになり、天現寺橋方面は東口の東横百貨店（東急百貨店東横店東館）前に乗り場が新設される。1938年11月19日以降、玉電天現寺橋線が東京市に運行委託され市電路線に編入されると、今度は市電乗り場が従来の青山線（西口）と引き取った天現寺橋線（東口）で二分されることになった。
1957年3月26日以降は天現寺橋線の渋谷駅前電停に集約された。ただし、青山線と天現寺橋線のレールは最後まで繋がっていなかった。このターミナルは、都電廃止後形状を若干変更しただけで（34系統用停留所をバスに転用するため、行き止まりとなっていた部分を通り抜けられるようにした）そのまま都営バスのバスターミナルに転用され、このまま長らく使用されたが、1998年10月に明治通りの交通運用改善を狙った駅前広場整備が実施され（バスターミナル部を西側、一般車線を東側に集約）、その際、残置されていたホーム、軌条、架線柱などはすべて撤去された。以降も同位置で都営バス乗り場として機能していたが、その後上記渋谷駅東口再開発事業用地に取り込まれ、2022年現在は渋谷スクランブルスクエア東棟の敷地の一部となっている。

### 恵比寿線
戦前に廃止された区間であり、天現寺橋より伊達跡までの間は外苑西通りになっており、その先は一部が道路になっているほかは民地（宅地）になっている。

### 広尾線
開業以来、天現寺橋から西麻布を経て北青山一丁目までは専用軌道であったが、東京オリンピック関連街路整備の一環として環状4号線（外苑西通り）・補助6号線・環状3号線等の道路敷地として利用されることとなり、街路整備以降は全線にわたり併用軌道区間となった（なお、青山一丁目 - 南町一丁目間など街路中央から微妙に偏心している区間、広尾車庫前のように明確に偏側している区間もあった）。
廃止時においても西側に大幅に偏側し、計画道路区域をはみ出していた広尾車庫周辺は現在、都営広尾五丁目アパートの敷地となっている。
なお、開業当初については、地形上の問題や周辺施設との関連から若干廃止時の線形と異なっている部分があり、例えば当初、南青山一丁目 - 墓地下付近は陸軍の射撃場を避けるため大きく西側に回り込んでいたが、戦後すぐの段階で線形が修正されていることが確認できる。この部分は現在青山葬儀所の敷地となっている。

### 北品川終点
1925年3月11日に、それまで八ツ山橋南詰にあった北品川終点に京浜電気鉄道の軌道が接続。京浜電鉄の車両が市電軌道に乗り入れて、途中の高輪南町から分岐して品川駅前の同社ターミナル・高輪駅まで、市電の車両が京浜電鉄に乗り入れて同社北品川駅までそれぞれ乗り入れた。京浜電鉄はこの直通運転のために軌間を従来の1,435mmから1,372mmに改軌した。しかしながら、1933年に京浜電鉄は横浜以南の湘南電気鉄道（1,435mm軌間）と相互直通運転を行うために、軌間を1,435mmに再改軌。市電との直通運転と高輪駅への乗り入れは打ち切られ、このとき市電の終点は品川駅前まで後退した。八ツ山橋を渡った先にはもともと京浜電鉄の物である1,435mmに改軌された併用軌道が1956年（昭和31年）6月30日まで存在しており、京急電車が通っていた。市電北品川終点跡地は京急電鉄の手で開発され、分譲マンションになっている（現在の北品川駅北側には保線車両用の側線があるが、これは市電跡地ではなく1956年7月の移設時に新設されたもの）。

### 道路上の痕跡

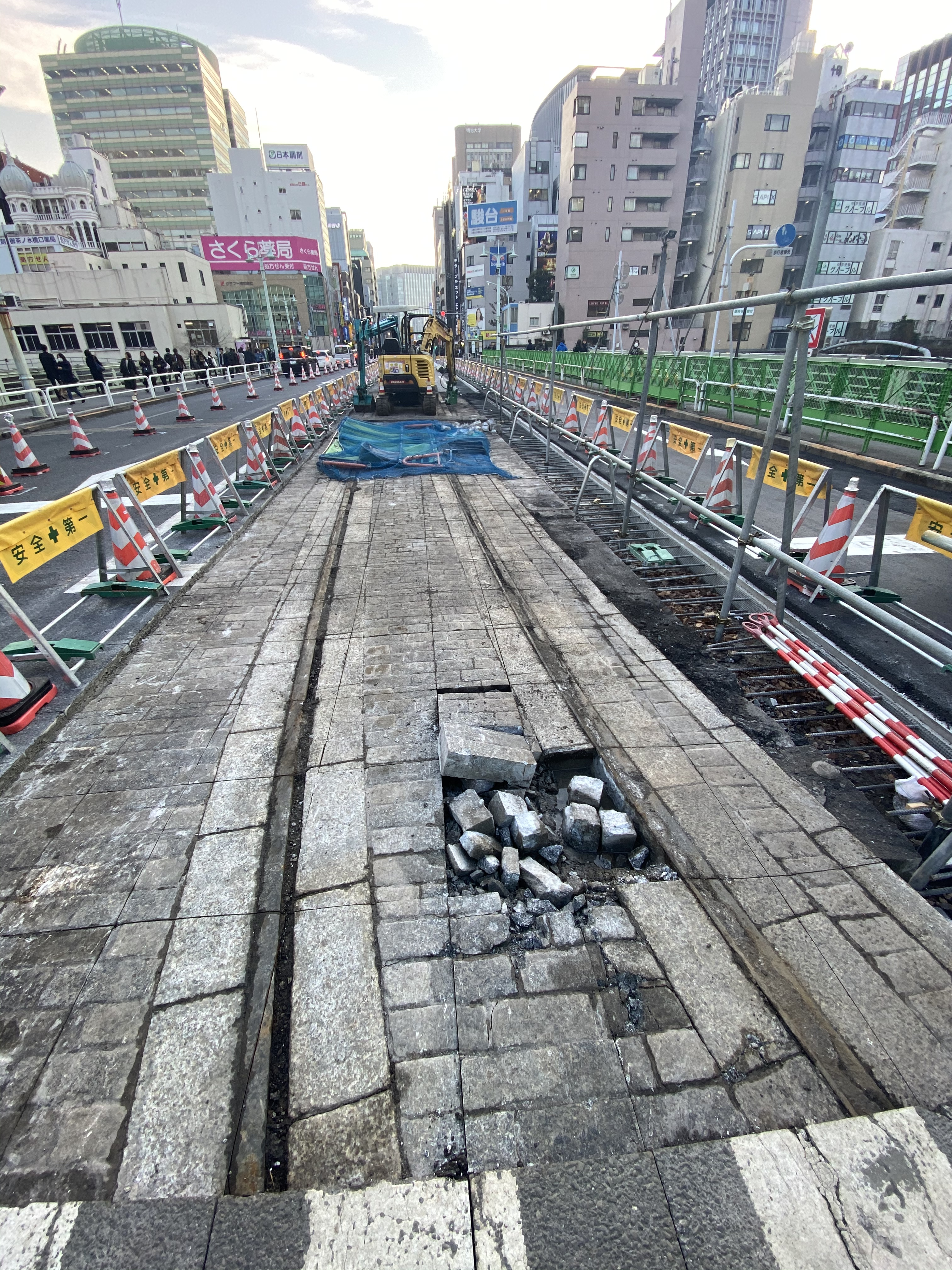
お茶の水橋工事で出現した錦町線の軌道（2020年1月24日、お茶の水橋都電レール保存会撮影）

併用軌道を廃止する場合、事業者は原状を回復する必要があるため、原則として軌条類は撤去される必要がある。しかし、都電の大規模廃止が実施された時期は、全国的に事業者の経営問題による軌道の廃止が相次いでおり、現状復旧費用が事業者の収支をさらに悪化させる懸念があったことから、特例として軌条の上に5センチのオーバレイ舗装を行うのみで原状復旧とみなしてよいとされていた。そのため、経年により道路上に線路のある部分が浮き出し、軌道がわかるような箇所がいくつか存在したが、後の舗装改修時の撤去や街路拡幅工事などにより2000年代前半までに概ね処理されており、現在はほとんど残っていない。2020年1月、お茶の水橋の改修工事に伴い、舗装の下から錦町線（太平洋戦争中に休止されたまま廃止）の線路が発見され、話題となった（改修に伴い撤去）。2024年には神田川にかかる白鳥橋（江戸川線・39系統が経由）の橋上の舗装を撤去した際に、軌道敷が発見されている。
なお、銀座通り（通三丁目 - 新橋）については、使用していた軌条をすべて共同溝の立杭に転用しているほか、軌道の敷石に使用していた御影石は整備のうえ歩道の舗石としてリサイクルしており、大規模撤去の対象区間でありつつも、例外的に完全な撤去が行われた。
若干性格は異なるが、博物館明治村に移築保存されている新大橋（一部）の橋上には、現役当時敷設されていた都電の軌道が再現されている。

## 廃止代替バス
都電が廃止されると、その系統ごとに代替バスが運行されるようになる。系統ごとの代替バスは次のとおり。なお、並行する地下鉄の延伸・開業などにより廃止された区間や一部経路が都電時代からやや変更されている区間もある。
- 1系統：501系統 - 都営地下鉄浅草線の延伸開業などによって1969年10月に廃止
- 3系統：503→四92系統 - 東京メトロ南北線延伸開業と近隣路線統合によって現在は品川から麻布十番（一ノ橋）まで反96系統の一部として運行中
- 4系統：504→橋99系統 - 1979年11月に廃止
- 5系統：505→黒10系統 - 都営地下鉄大江戸線の延伸開業によって2000年12月に廃止
- 6系統：506→橋89→都01系統
- 7系統：507→四97→品97系統
- 9系統：509→銀86→銀16→都04系統 - 1982年12月に数寄屋橋以西短縮のうえ近隣の路線と統合
- 10系統：510→茶80系統 - 廃止
- 11系統：511→銀71→都03系統 - 大江戸線の延伸開業によって2000年12月に新宿駅西口 - 四谷駅前間を短縮
- 12系統：512→秋72系統 - 都営地下鉄新宿線の延伸開業によって1980年3月に廃止
- 13系統：513→秋76系統 - 大江戸線の延伸開業によって2000年12月に廃止（2002年に牛込地区の一部区間が飯62系統として新設）
- 15系統：515→飯64系統 - 東京メトロ東西線と並行する九段下 - 茅場町間を短縮
- 16系統：516→塚20→都02系統
- 17系統：517→楽67→池67→都02乙系統 - 都営地下鉄三田線の延伸開業などにより一ツ橋以南を短縮
- 19系統：519→東51→茶51系統 - 南北線の延伸開業などにより王子 - 駒込及び万世橋以東を短縮し秋葉原駅に乗り入れ
- 20系統：520→上58系統 - 東京メトロ銀座線が並行する上野広小路 - 須田町間を短縮
- 21系統：521→秋47系統 - 東京スタジアム閉鎖などにより1974年9月に廃止
- 22系統：522→東42→東42甲系統 - 銀座線が並行する日本橋以南を短縮し東京駅に乗り入れ
- 23系統：門33系統
- 24系統：上35系統 - 1977年12月に廃止
- 26系統：101系統（トロリーバス）→601→上26系統 - 現在は亀戸駅以南は亀26系統として運行中
- 27系統（一部）：王57系統 - 王子駅前 - 三ノ輪橋間は荒川線として現存
- 28系統：東22系統
- 29系統：草28→両28系統 - 2000年12月に両国駅以西を短縮
- 30系統：530系統 - 1971年1月に廃止
- 31系統：531→東40→草40系統 - 1977年12月に廃止
- 33系統：533→四98→浜95系統 - 浜95系統に一本化後、飯倉交差点以西を短縮
- 34系統：534→橋85→都06系統
- 35系統：535→浜59→水59系統 - 三田線の延伸開業などを理由に2000年12月に廃止
- 36系統：536→錦11系統
- 38系統：錦14→都07系統
- 39系統：539→上69系統

## 車両

### 現行
2020年（令和2年）4月現在、都電の車両は以下の5形式が使用されている。いずれもワンマン車、冷房車であり、1両で運行される。
路面電車ではあるが、現在運行されている荒川線には路面停留場が無く、また各停留場のホームを車両床面と同じ高さまでかさ上げしてあるため、他事業者にみられる超低床電車は導入されていない。また、現存する荒川車庫を含めた殆どの車庫が敷地の都合上車両移動にトラバーサーを使用しているため、全長は13mに制限されている。
- 8500形[109]
- 9000形[110]
- 8800形[111]
- 8900形[112]
- 7700形[113][55][114]

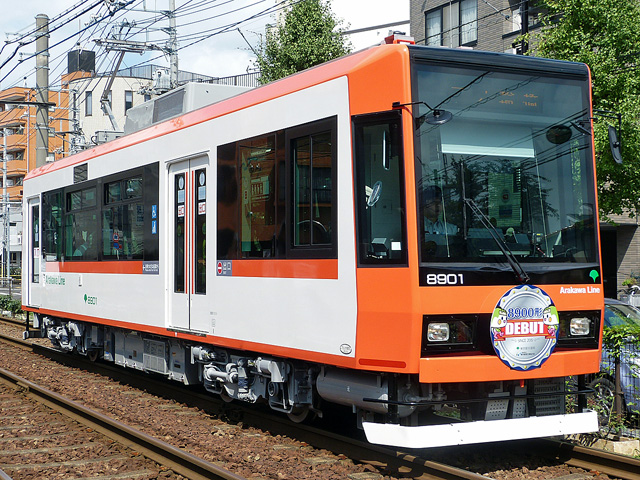
8900形
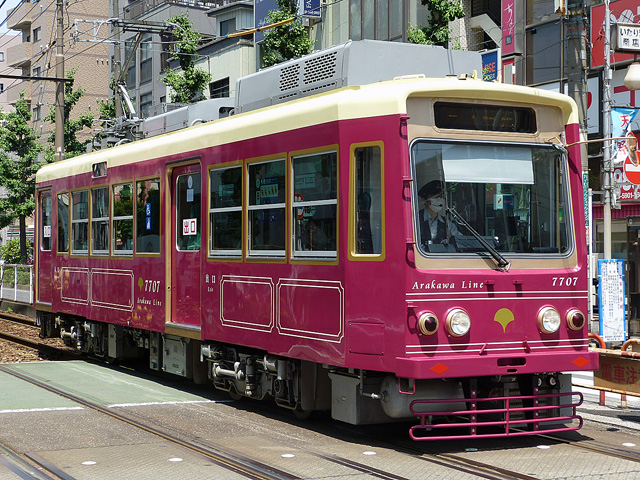
7700形

### 過去の車両
路線廃止に伴い余剰車両は大量に廃車され多くが解体されたが、86両は他の交通機関や地方自治体、学校、企業に譲られた。函館市へ7000形10両、長崎電気軌道へ2000形6両が営業用として譲渡され、1000形1両は西武所沢車両工場で客車に改造され羽後交通横荘線で使用された。また5501が上野公園に展示され（のち荒川車庫での保管を経て現在は都電おもいで広場で保存）、葛飾区、府中市、板橋区、豊島区、大田区などへ公園展示用として、企業には従業員休憩所や倉庫として、ほかには幼稚園、小学校に寄贈され、千葉県は団地児童対策として15両を譲り受けている。この前後も多数の車両が譲渡された。しかしこの時も含めて譲渡車で現存するものはごく一部であり、営業車両は老朽化により既に全廃されており、保存車両も荒廃や施設自体の改修等で多くが撤去されている。
その他の特徴として、他社による模倣形式が挙げられる。ある会社の車両とよく似た仕様の車両が別の会社で製造されるケースは他にもあるが、路面電車において、日本一大きな都電からの模倣はかなり多く、該当形式としては3000形、6000形、7000形、8000形などが挙げられる。
*を付したものは譲渡車か保存車が現存する車種を示す。

#### 旅客用電車
東京電車鉄道が導入した車両
- 1形（初代）（電鉄1形、通称ヨト形）*
- 1101形（電鉄251形、通称ホト形）

東京市街鉄道が導入した電車
- 251形（街鉄1形、通称ヨシ形）
- 1001形（街鉄1001形、通称ホシ形）

東京電気鉄道が導入した電車
- 821形（外濠線1形、通称ヨソ六・ヨソ八形）

東京鉄道が導入した電車
- 750形（通称ヨテ形）
- 1121形（通称ホヘ八形）

東京市電気局が導入した電車
- 1371形（通称ホヘ九形）
- 1471形（通称ホヘサ形）
- 1653形（通称ホヘ中形）
- 1854形（通称ホヘサ形）
- 1954形（通称ホヘサ形）
- 2200形
- 2500形（元阪神電気鉄道1形）
- 1形（2代目）
- 400形
- 3000形
- 4000形・4100形・4200形
- 5000形*
- 1000形
- 1200形
- 700形

城東電気軌道が導入した車両
- 1形 (3代目)（城東1形）
- 10形（城東80形）
- 20形（城東50形）
- 30形（城東60形・70形）

王子電気軌道が導入した車両
- 100形（王電400形）
- 120形（王電300形）
- 150形・160形・170形（王電200形）*

西武軌道および西武鉄道が導入した車両
- 200形（西武S21形・S23形・S28形）
- 250形（西武S33形・S41形）

東京都交通局が導入した車両
- 800形
- 6000形*
- 2000形（杉並線用）
- 5500形*
- 6500形
- 1300形
- 8000形*
- 2500形（杉並線用）
- 1500形
- 7500形*
- 7000形*

#### 貨物用電車
有蓋車
- 甲1形*
- 甲400形
- 花100形

無蓋車
- 乙1形
- 乙10形
- 乙100形
- 乙1000形
- 乙6000形

#### 事業用車両
- 1951年2月14日の豪雪時、16営業所から29台のラッセル車を出動させた記録が残る（この日の出動は1947年2月以来）[129]。

#### 備品
- 花
- 工

## 営業所・車庫
都電の大規模撤去が開始される前の1960年（昭和35年）の時点では、都電の営業所は17か所、車庫は16か所、さらに派出所が1か所存在していた。その後都電撤去の進捗に合わせて営業所、車庫は順次廃止されていき、1972年（昭和47年）11月12日に柳島電車営業所・柳島電車車庫および錦糸堀電車営業所・錦糸堀電車車庫が廃止されて以降は、それぞれ荒川電車営業所と荒川電車車庫の1か所ずつのみとなった。
- 荒川電車営業所・荒川車両検修所（荒川区西尾久8-33-7[131]）
  - 1924年（大正13年）王電の船方車庫として開設され、1942年（昭和17年）2月1日に王電が都電に統合された際に荒川電車営業所と改称された。1981年（昭和56年）には志村車両工場整備係と荒川電車車庫が統合されて荒川車両検修所が発足し、都電に加え上野モノレールの車両検修も担当するようになった。2007年（平成19年）5月26日からは敷地内に設けられた「都電おもいで広場」に5000形5501号と7500形7504号の2両が保存されている[131][132][133][134]。

### 廃止された営業所・車庫
各営業所が担当した運転系統は、1962年（昭和37年）時点のものである。
- 三田電車営業所・三田電車車庫
  - 1903年（明治36年）1月街鉄の車庫として開設された、都電で最も歴史ある営業所・車庫である。廃止前は1、2、3、37系統の運行を担当していたが、第一次撤去でこれらの系統が廃止されたことで1967年（昭和42年）12月10日に廃止された。
  - 跡地は港区立港勤労福祉会館、都営芝五丁目アパートとなり、ほぼ直下には都営三田線三田駅がある[135][136][137]。港区立勤労福祉会館については2022年3月限りで新築の札の辻スクエアに機能移転して、閉館[138]。その後、同年5月から翌年3月まで新型コロナウイルス感染症ワクチン集団接種会場として使用された[139][140]。
- 目黒電車営業所・目黒電車車庫
  - 1927年（昭和2年）車両収容広尾分室として開設され、1937年（昭和12年）3月16日営業所に昇格した。廃止前は4、5系統の運行を担当していたが、第一次撤去でこれらの系統が廃止されたことで1967年（昭和42年）12月10日に廃止された。
  - 跡地は隣接する目黒自動車営業所の用地に転用され営業所建物もそのまま使用されたが、後に品川自動車営業所目黒支所、さらに同営業所目黒分駐所への格下げを経て2005年（平成17年）3月27日に閉鎖された。跡地は東京建物を中心とした再開発事業が行われ、目黒セントラルスクエアとなっている[135][136][141][142]。
- 広尾電車営業所・広尾電車車庫
  - 1914年（大正3年）9月28日開設。廃止前は7、8、33、34系統の運行を担当していたが、第一次撤去で7、8系統、第四次撤去で33、34系統が廃止されたことで1969年（昭和44年）10月26日に廃止された。
  - 跡地は都営広尾五丁目アパートとなっている[135][136][143]。
- 青山電車営業所・青山電車車庫
  - 1907年（明治40年）4月東鉄の車庫として開設された。廃止前は6、9、10系統の運行を担当していたが、第一次撤去で6系統、第三次撤去で9、10系統が廃止されたことで1968年（昭和43年）9月29日に廃止された。山城淀藩稲葉氏の下屋敷跡にあり、敷地面積は5万1000平方メートル以上[144]と都電の営業所・車庫の中では最も広く、敷地内には乗務員教習所があり訓練用の教習線も敷設されていた。
  - 跡地は国連大学本部、東京都職員共済組合青山病院、こどもの城などとして利用されていたが、青山病院は2008年3月31日に、こどもの城も2015年（平成27年）3月に閉鎖された[135][136][144][145]。青山病院跡地はTBSハウジング渋谷会場として暫定利用されている。
- 新宿電車営業所
  - 1903年（明治36年）12月街鉄の車庫として開設された、三田営業所に次いで歴史ある営業所である。廃止前は11、12系統の運行を担当していたが、1963年（昭和38年）12月1日に大久保電車営業所に統合されて廃止となった。戦前は伊勢丹新宿店の隣にあったが、太平洋戦争の戦災で新宿電車車庫が焼失したため大久保電車営業所敷地内に移転し、担当系統で使用する電車も大久保電車車庫に収容されることになった。
  - 跡地は1951年（昭和26年）に三井不動産が取得した後伊勢丹と帝国銀行（現・三井住友銀行）に売却され、伊勢丹新宿店の増築用地および帝国銀行新宿支店（現・三井住友銀行新宿支店）となった[135][146][147]。
- 大久保電車営業所・大久保電車車庫
  - 1926年（大正15年）に新宿車庫の分車庫として開設された。1939年（昭和14年）11月1日営業所に昇格し、1963年（昭和38年）12月1日には新宿電車営業所を統合した。廃止前は13系統と新宿電車営業所から引き継いだ11、12系統の運行を担当していたが、第二次撤去でこれらの系統が廃止されたことで1967年（昭和42年）12月10日に廃止された。
  - 跡地は都営東大久保一丁目アパートとなっている[135][136][146]。
- 杉並電車営業所・杉並電車車庫
  - 1921年（大正10年）8月26日西武軌道の車庫として開設され、1942年（昭和17年）2月1日に西武軌道線の経営を引き継いだ西武鉄道から東京市に経営委託された際に杉並電車営業所となった。廃止前には14系統の運行を担当していたが、営団荻窪線（現・東京メトロ丸ノ内線）が開業して利用者が減少したため、大規模撤去前の1963年（昭和38年）12月1日に14系統ともども廃止された。
  - 跡地は1966年（昭和41年）11月30日に都営バス堀ノ内自動車営業所が移転して杉並自動車営業所（現在の小滝橋自動車営業所杉並支所）が開設された[135][148][149]。
- 早稲田電車営業所・早稲田電車車庫
  - 1918年（大正7年）8月25日開設。廃止前は15、39系統の運行を担当していたが、第三次撤去で15系統、第五次撤去で39系統が廃止されたことで1968年（昭和43年）9月29日に廃止された。
  - 跡地には都営住宅と都営バス営業所の併存建築を建設することになり、1971年（昭和46年）12月に都営早稲田アパートが竣工したのと同時に1階部分に渋谷自動車営業所戸山支所が移転し、都営バス早稲田自動車営業所が開設された[135][136][150][151]。
- 大塚電車営業所・大塚電車車庫
  - 1912年（大正元年）8月1日開設。その後1925年（大正14年）に用地を市営バス大塚派出所に転用することになり、大塚駅前に移転した。また1967年（昭和42年）12月10日からは同日廃止された神明町電車営業所が大塚電車営業所の神明町分所となった。廃止前は16、17系統の運行を担当していたが、第四次撤去で17系統、第五次撤去で16系統が廃止されたため1971年（昭和46年）3月18日に廃止された。
  - 跡地は都営南大塚二丁目アパートとなっている[135][136][151][152][153]。
- 巣鴨電車営業所・巣鴨電車車庫
  - 1913年（大正2年）2月2日開設。廃止前は18、35、41系統の運行を担当していたが、都営地下鉄6号線（現・三田線）建設のため18系統および41系統は1966年（昭和41年）5月28日に廃止[注釈 25] 残る35系統も第二次撤去で廃止となったため、営業所は1968年（昭和43年）2月25日に廃止された。
  - 跡地は大塚自動車営業所巣鴨支所に転用され、現在は巣鴨自動車営業所となっている[135][136][150][154]。
- 駒込電車営業所・駒込電車車庫
  - 1923年（大正12年）4月15日巣鴨電車車庫の分車庫として開設され、1937年（昭和12年）4月14日営業所に昇格した。廃止前は19系統のみの運行を担当していたが、19系統が第五次撤去で廃止されたため1971年（昭和46年）3月18日廃止された。
  - 跡地は都営駒込二丁目アパート、豊島区立駒込図書館などになっている[135][136][155]。
- 神明町電車営業所・神明町電車車庫
  - 1920年（大正9年）10月1日に大塚車庫の分車庫として開設された。廃止前は20、40系統の運行を担当していたが、第一次撤去で40系統が廃止されたことで大塚電車営業所神明町分所に格下げとなり、第五次撤去で20系統が廃止されたことで1971年（昭和46年）3月18日廃止された。
  - 跡地は都営本駒込四丁目アパート、文京区勤労福祉会館、文京区立本駒込図書館などとなっており、敷地内にある神明都電車庫跡公園には6000形6063号及び乙1形乙2号の2両が保存展示されている[135][136][152][156][157]。
- 三ノ輪電車営業所・三ノ輪電車車庫
  - 1913年（大正2年）6月1日開設。廃止前は21、31系統の運行を担当していたが、第四次撤去でこれらの系統が廃止されたことで1969年（昭和47年）10月26日廃止された。敷地は台東区と荒川区にまたがっており、車庫への出入庫線は区境上にある道路と立体交差していた。
  - 跡地は台東区側は都営根岸五丁目アパート、台東区立根岸図書館、荒川区側は都営東日暮里一丁目アパートとなっている[135][136][158]。
- 南千住電車営業所・南千住電車車庫
  - 1910年（明治43年）7月東鉄の車庫として開設された。その後1927年（昭和2年）に三ノ輪電車営業所の派出所、三ノ輪電車車庫の分車庫となり、1932年（昭和12年）4月14日に営業所に昇格した。廃止前は22系統の運行を担当していたが、第五次撤去で22系統が廃止されたことで1971年（昭和46年）3月18日廃止された。車庫敷地内には営業所の事務所棟を囲むようにループ線が敷設されており、車庫前にある南千住停留場に終着した電車はこのループ線を通って方向転換することなく折り返すことが可能な構造になっていた。
  - 跡地は都営南千住二丁目アパートとなっているほか、1972年（昭和47年）7月に千住自動車営業所南千住分車庫が開設され、現在は南千住自動車営業所となっている[135][136][150][159][160]。
- 柳島電車営業所・柳島電車車庫
  - 1905年（明治38年）5月街鉄の本所車庫として開設され、1930年（昭和5年）3月20日柳島に移転した。廃止前は23、24、30系統の運行を担当していたが、第四次撤去で30系統、第六次撤去で23、24系統が廃止とされたことで1972年11月12日廃止された。都電の営業所・車庫としては三田、新宿に次いで三番目に歴史ある営業所であり、錦糸堀営業所とともに大規模撤去の最末期まで存続した営業所の一つである。
  - 跡地は江東自動車営業所の建替工事に伴う仮車庫として使用されたのち江東区立亀島小学校となったが、2002年（平成14年）に廃校となり2008年（平成20年）からは社会福祉法人カメリア会の運営する特別養護老人ホームカメリアおよび介護保険施設キーストーン、母子生活支援施設パークサイド亀島などとなっている[135][136][160][161][162]。
- 錦糸堀電車営業所・錦糸堀電車車庫
  - 1923年（大正12年）8月30日本所電車車庫の分車庫として開設された。1945年（昭和20年）4月1日には戦災で焼失した城東電車営業所を統合したことで東荒川電車車庫にも車両が配備されることになり、さらに1957年（昭和32年）には新たに境川派出所を設置した。廃止前は25、28、29、36、38系統の運行を担当していたが、第三次撤去で25系統、第四次撤去で28系統、第五次撤去で36、38系統、第六次撤去で29系統が廃止されたことで1972年11月12日廃止された。柳島電車営業所とともに大規模撤去の最末期まで存続した営業所の一つである。
  - 跡地は丸井錦糸町店となっている[135][136][163]。
- 錦糸堀営業所境川派出所
  - 1957年（昭和32年）4月1日開設。明治通りと清洲橋通りが交差する境川交差点近くに位置し、錦糸堀営業所担当の系統のうち29、38系統の運行を分担していた。29、38系統は第六次撤去で廃止されたが、境川派出所は一足早く第五次撤去に合わせて1971年（昭和46年）3月18日に廃止された。
  - 跡地は葛西自動車営業所境川分車庫となったが2003年（平成15年）に閉鎖され、現在はスシロー南砂店となっている[要出典][164]。

## 工場
電車両工場
1911年（明治44年）開設。当時は芝区浜松町 にあり、浜松町工場と称していた。元は東京電車鉄道の修理工場であり、1903年（明示36年）の開業時に前身の東京馬車鉄道の修理場を整備拡充してできたものである。1920年（大正9年）10月には芝浦6号埋め立て地に芝浦支場、1921年（大正10年）8月には当時の本所車庫内に本所仮工場を開設したが、1923年（大正12年）の関東大震災で浜松町、本所両工場が焼失し、震災後は芝浦支場に全機能が集約した。
電車の修繕・改修に加え新性能車の開発やトロリーバス車両の整備も行っていたが、車両工場としては1969年（昭和44年）6月に廃止され電車の整備は馬込車両工場から各電車営業所への出張工事となった。工場自体は引き続き都営バスの自動車整備工場や教習所（青山から移転）として使用されたが、それも1991年7月に江東区の交通局東雲庁舎内にある都営バス深川営業所に移転し、跡地は芝浦アイランドのA1 - A3地区として再開発された。
芝浦倉庫
芝区新芝町（のち港区西芝浦一丁目を経て芝浦三丁目）に立地。市電・都電の資材置き場があった。前述の芝浦の電車両工場へ向かう引き込み線は東京港口から旧海岸通りを進み竹芝橋手前で分かれ、そのまま旧海岸通りを芝浦二丁目から船路橋まで行く線の他に、竹芝橋を渡らず芝浦運河通りを行く線が存在し、鹿島橋を渡った先の交通局芝浦倉庫へ引き込まれていた。1942年敷地の一部が東京市立芝浦国民学校になった。1967年度に港区に譲渡され、廃止。1969年に隣接する港区立芝浦小学校が移転したが、同校は2011年に再移転した。跡地はムスブ田町やしばうら保育園として再開発されている。

## 軌間
高円寺線・荻窪線（総称して杉並線）を例外として、それ以外の全路線の軌間が1372mmである。東京電車鉄道の前身である東京馬車鉄道がこの軌間を採用し、東京市街鉄道、東京電気鉄道も追随した。国際標準軌の1435mmと、国鉄在来線などのいわゆる狭軌の1067mmの中間のサイズ（どちらかというと前者に近い）であり、馬車鉄道に由来することから、馬車軌間と呼ばれることが多い。日本では、都電（旧市電）との関連からこれを選択した後述するいくつかの東京圏の例を除けば、函館市電が採用しているのみである。また、世界的にも他に採用例は少ない。
東京馬車鉄道が1882年の開業時に1372mm軌間を選んだ理由は不明である。ニューヨークの馬車鉄道がかつてこの軌間を採用していたのに倣ったとする説があるが、ニューヨークの馬車鉄道は当初から1372mmではなく1435mmの標準軌を採用していたためこの説は誤りだとする反論がある。
現存の私鉄線では、都内に残るもう一つの軌道線である東急世田谷線（旧玉川電気鉄道、開業時は1067mm）と、軌道線として開業し、後に鉄道路線となった京王電鉄京王線（旧京王電気軌道）がある。いずれも当初、市電（都電）との乗り入れをもくろんで、選択したものであった。
- のちに東京都交通局が運営する都営地下鉄新宿線は、京王線との直通運転のためにこの1372mm軌間で建設された[注釈 27]。このため、かつて都電への乗り入れを目的に軌間を都電に合わせた京王線に、新宿線が軌間を合わせるいわば逆転現象が起こっている。

過去の例としては、京浜急行電鉄（戦前、京浜電気鉄道時代の一時期、現在は標準軌）、京成電鉄（旧京成電気軌道 都営地下鉄浅草線《当時は1号線》・京急線と直通運転を行なうため標準軌に改軌する以前）、新京成電鉄（1067mm→馬車軌→標準軌と2回改軌している）、東急玉川線（大部分が廃止され、現存する東急世田谷線はその支線）・横浜市電（関東大震災により多大な被害を受けた横浜市電は急遽京王電気軌道より車両を譲り受け、車両を京王電気軌道→東京市電→京浜電気鉄道というルートで自力走行させて調達した）などがある。

## その他の構造物など
電停標識（安全地帯用）
停留場安全地帯構造物の先端に設置されていたもの。
- 四角柱タイプ：戦前から設置されていたデザイン。四角柱の二面に停留場名（暗赤色地・白文字明朝体）、残り二面に地元企業・医療機関・商店などの広告が掲載されていた。上部には夜間照明用の電球を取り付ける石灯籠型のスペースがある。この形態の模造品が新宿歴史博物館に5000形の模造品と共に設置されている。
- 安全地帯標識兼用タイプ：安全地帯を示す道路標識（英文付記タイプ）の下に停留場名称を横書きで示したデザイン。広告スペースなし、上部に電球2灯つき。自動車視認用として、軌道と垂直に設置されていた。
- 時計つき電飾タイプ：薄緑色の棒状デザイン。上部に時計を搭載しているため先端が丸く、「しらゆり型」と称されるバス停留所標識に類似した形状。内部に蛍光灯を取り付けるスペースがあり、停留場名称（暗赤色地・白文字明朝体）および広告を記したアクリル板を内側から照射できる。時計部分も同様に蛍光灯で文字板を照らすことができる。四角柱タイプ・安全地帯標識兼用タイプからの交換などにより、都電撤去計画開始時点では安全地帯のある電停の多くに設置されていたが、荒川線のみの営業とされた後、ワンマン化に伴う電停改修で一旦姿を消した。2007年に三ノ輪橋停留場のリニューアルに際して復元されたほか、2008年にリニューアルされた庚申塚停留場や、荒川車庫に隣接する「都電おもいで広場」、あらかわ遊園の6152号、江戸東京たてもの園の7514号周囲にもそれぞれ建てられている。

電停標識（電柱用）
安全地帯を有する停留場ではそこまで渡る横断歩道付近、安全地帯のない停留場では電車停止位置付近の歩道電柱に設置されていたもの。改称前の旧停留場名称や近隣の名所などを副名称として小さく併記する場合もあった。
（例）大和町（富士見通）、上富士前町（六義園前）
- 電柱上部掲示用：暗赤色地・白文字明朝体の長方形板状標識。下部に広告掲載スペースを有する。
- 電柱下部掲示用：弘亜社製作による琺瑯製看板。白地に濃紺色文字。軌道に面して掲示するタイプ（乗客乗員視認用）は隣接停留場名称を左右に小さく表示して、赤色の短い矢印を隣接停留場名称の上に配していた。軌道と垂直に掲示するタイプ（歩行者視認用）は当該停留場名称のみを表示。全国主要都市（札幌市電、仙台市電、横浜市電、名古屋市電、京都市電、大阪市電、神戸市電、広島電鉄、西鉄福岡市内線など）で同形式の標識が採用されていた。このタイプの標識の下には広告・交通安全標語・乗降時の注意喚起・系統案内・乗車運賃案内・始発終車時刻などを掲載した小型の琺瑯板が併設される場合が多かった。

信号塔
分岐点などがある交差点角に設置された建物。中に分岐器の操作を行う装置が設けられ、テコとチェーンで結んで操作した。のち分岐器は架線に設置されたスイッチにビューゲルが接触して切り替えることで自動化されたが、多くの信号塔は廃線まで存置されていた。

## 都電が登場する作品
- ドラマ
  - パパと呼ばないで（1972年） - 高橋線（23系統）沿線（中央区佃）が舞台。同線は放送期間中に廃止されており、第10話作中でこの件の描写がなされた。
  - 水もれ甲介（1974年） - 荒川線沿線の鬼子母神前 - 雑司ヶ谷（現・都電雑司ヶ谷）間付近が舞台。
- 漫画
  - 三丁目の夕日（夕焼けの詩、西岸良平） - 第17集「都電通り」、第47集「追憶」など。
    - 映画 - ALWAYS 三丁目の夕日、ALWAYS 続・三丁目の夕日

  - こちら葛飾区亀有公園前派出所（秋本治） - 第26巻「ガンコ電車の巻」（荒川線）、第154巻「東京中に都電のいた頃の巻（上・下）」など。
  - 名物!たびてつ友の会（山口よしのぶ） - 会報71「東京下町散歩」（荒川線）
  - でんしゃ通り一丁目（池田邦彦） - 昭和30年代の都電が舞台の作品。
  - サザエさん（長谷川町子） - 1968年9月20日『朝日新聞』朝刊社会面など。
- テレビ映画
  - 怪奇大作戦 セカンドファイル（2007年） - 第2話『昭和幻燈小路』で都電廃止によるサヨナラ運転の8ミリフィルムなどが登場している。
- アニメ（テレビ）
  - BanG Dream! - 主人公たちの住むエリアである荒川二丁目 - 早稲田間が登場する
  - 冴えない彼女の育てかた - オープニング映像に登場
  - さよなら絶望先生 - 第11話で6000形（旧塗装、上野線30系統）が2両登場。
- アニメーション映画
  - うしろの正面だあれ - 太平洋戦争当時の東京・本所が舞台で、下町を走る市電・都電が描かれている。原作のエッセーでは、作者の海老名香葉子の家族が生活の足として利用している描写がところどころ出てくる。
  - 人狼 JIN-ROH - パラレルワールドにおける東京が舞台だが、6000形が車内も含めて登場する。
- NHK「みんなのうた」
  - おじいさんの電車（歌・藤田淑子、アニメーション・月岡貞夫）- 7000形（車号は7001）と面影橋停留場が登場する。
- 歌曲
  - 風をあつめて（はっぴいえんど） - 明確に「都電」とは歌われていないが、歌詞の着想は都電であることがメンバーの書いたものから窺われる。同曲が収録されているアルバム「風街ろまん」ではレコードジャケットの内側見開きに、宮谷一彦の筆による6系統（新橋行き7520および渋谷駅行き6154）の絵が描かれている。フジテレビのフィラーで都電映像とこの曲の融合が試みられている。作詞した松本隆は太田裕美の「茶色の鞄」（赤いハイヒールのB面）でも「路面電車」を登場させており、都電が走っていた時代への愛着がうかがえる。
- 小説
  - 坊っちゃん（夏目漱石） - 主人公の坊っちゃんは松山の中学校を退職した後に街鉄の技手になっている。
  - いつか王子駅で（堀江敏幸） - 荒川線沿線の街を舞台にしている。
- 絵本
  - けんちゃんでんしゃ（神戸淳吉〈文〉・太田大八〈絵〉） - 偕成社の「のりものストーリー」の一つで、都電に憧れた子どもが運転手になるまでが描かれる
- ビデオクリップ
  - Hate tell a lie（華原朋美）- 荒川線の車内で撮影を行っている。
  - 信じる力（Whiteberry） - 荒川線の車内で撮影を行っている。
  - 女子かしまし物語（モーニング娘。） - 荒川線の車内で撮影を行っている。
  - 月光（Tatsh feat.星野奏子） - 荒川線の車内で撮影を行っている。
- DVDオリジナル
  - 鉄道物語3（鉄道が舞台のショートドラマ）- 荒川線の車内で撮影を行っている（第3話）。